# Storia dell'ACF Fiorentina

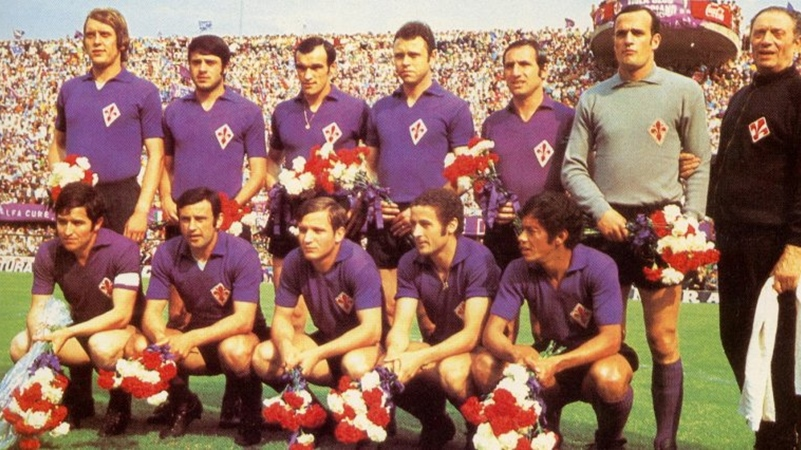
La Fiorentina Campione d'Italia 1968-1969.

L'ACF Fiorentina è una società di calcio di Firenze, nata il 29 agosto 1926 con la fusione voluta da Luigi Ridolfi Vay da Verrazzano tra la Palestra Ginnastica Fiorentina Libertas e il Club Sportivo Firenze.
Il club ottenne la promozione in Serie A nel 1930-1931, conquistando la Coppa Italia 1939-1940 dopo aver disputato il campionato 1938-1939 in seconda serie. Con la fine della seconda guerra mondiale e l'acquisizione della società da parte di Enrico Befani, la Fiorentina ebbe un periodo di risultati prestigiosi, vincendo il primo scudetto nel 1955-1956 e terminando in finale la Coppa dei Campioni 1956-1957, sconfitta dal Real Madrid. Negli anni 1960 i gigliati conquistarono alcuni importanti trofei; nel 1960-1961 vinsero la loro seconda Coppa Italia e la Coppa delle Coppe, prima competizione UEFA per club vinta da un club italiano, superando in finale i Glasgow Rangers. Dopo aver perso la finale di Coppa delle Coppe 1961-1962, il club viola, presieduto da Nello Baglini, vinse la Coppa Italia e la Coppa Mitropa nella stagione 1965-1966 e si aggiudicò nuovamente il titolo di campione d'Italia nel 1968-1969.
I gigliati ebbero poi un calo in termini di risultati negli anni successivi, conquistando comunque la Coppa Italia 1974-1975 e la Coppa di Lega Italo-Inglese. Negli anni 1980 la società venne ceduta a Flavio Pontello, mancando la vittoria dello scudetto nel 1981-1982 e della Coppa UEFA 1989-1990, piazzandosi in entrambi i casi dietro la Juventus. Dopo le contestazioni del 1990, la Fiorentina venne acquistata da Mario e Vittorio Cecchi Gori, che, dopo la stagione in Serie B nel 1993-1994, portarono il club a vincere la Coppa Italia nel 1995-1996 e nel 2000-2001, oltre alla Supercoppa italiana 1996. I viola retrocedettero nuovamente in seconda serie nel 2001-2002; gravata dai debiti e senza la liquidità necessaria per l'iscrizione in Serie B, il club venne dichiarato fallito il 27 settembre 2002. La nuova società, inizialmente detta Florentia Viola, venne rilevata da Diego e Andrea Della Valle e iscritta in Serie C2, tornando nel massimo campionato nel 2004-2005. Dopo gli anni di Calciopoli, grazie a dei buoni piazzamenti in Serie A, i viola riuscirono nuovamente a qualificarsi per le competizioni europee.

## Le origini

### Le prime squadre fiorentine
Le origini della Fiorentina sono datate 1898, quando venne creata la prima società calcistica di Firenze, denominata Florence Football Club e composta da un'élite anglo-italiana. La squadra, che adottò i colori bianco e rosso dell'insegna cittadina, venne costituita il 26 maggio presso il Palagio dell'Arte della Lana e fu presieduta dal sindaco della città Pietro Torrigiani, mantenendosi attiva fino agli inizi del 1909.
La seconda squadra di calcio di Firenze nacque nel 1907, quando un gruppo di giovani tra cui Italo Capanni e Mario Melloni creò l'Itala Football Club. Già nel 1903 era nato il Club Sportivo Firenze dalla fusione tra il Club Velocipedistico Fiorentino (1870) e il Club Sportivo Ardire; tuttavia la polisportiva all'inizio si era dedicata ad altre discipline, fra cui il ciclismo, e solo nel 1908 istituì una sezione calcistica.
Sempre nel 1908 venne fondata la Juventus Foot-Ball Club e il Firenze Foot Ball Club, una cui scissione interna portò, sempre alla fine del 1912, alla nascita della divisione calcistica della Palestra Ginnastica Fiorentina Libertas, fondata nel 1877 e guidata da Enrico Mangani e Giulio Conti. I precedenti soci del Florence Football Club si aggregarono sia al Club Sportivo, sia alla Libertas.
Cominciarono quindi a essere organizzati dei tornei calcistici a livello toscano, che vennero disputati nel prato del Quercione presso il parco delle Cascine fino al 1917, quando il comune decise di vietare la pratica calcistica nella maggiore zona verde della città. I vari club cercarono altri luoghi per i loro incontri; in particolare, il Club Sportivo si trasferì nel vicino velodromo, mentre la Libertas costruì un nuovo impianto, che venne inaugurato il 22 aprile 1922 con il nome di Stadio Velodromo Libertas.

### La fondazione

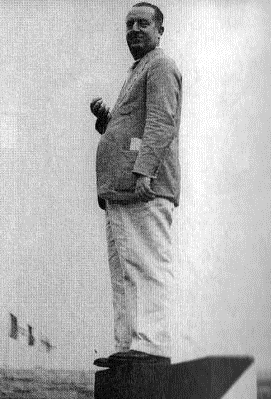
Il marchese Luigi Ridolfi Vay da Verrazzano nel 1936.

A partire dagli anni 1920, il Club Sportivo Firenze e la Palestra Ginnastica Fiorentina Libertas divennero le principali squadre di Firenze, senza però avere alcun risultato di rilievo in ambito nazionale, sebbene entrambe avessero partecipato ad alcuni campionati di Prima Categoria. Le due società cominciarono così a pensare di unirsi per dare vita a un nuovo club che fosse più forte economicamente e più competitivo da un punto di vista tecnico, seguendo anche l'ideologia del nascente regime fascista in materia di sport, favorevole alla fusione tra i sodalizi più recenti. L'idea venne in un primo momento abbandonata a causa dell'aspra rivalità tra i due club, che vissero anni di intensi derby, caratterizzati talvolta da violenti scontri tra le tifoserie.
Dalla primavera 1926 il federale fascista Luigi Ridolfi Vay da Verrazzano, presidente del Club Sportivo, appoggiato dal podestà Antonio Garbasso, cominciò a incontrare le varie personalità civili e sportive fiorentine, tra cui il plenipotenziario della Libertas Arrigo Paganelli, per rendere possibile la fusione tra le due squadre. Dal 2 maggio, i consigli del Club Sportivo e della Libertas tennero separatamente alcune assemblee straordinarie affrontando l'argomento. Il 26 agosto 1926, in uno studio notarile, si tenne la prima assemblea plenaria a scopo preparatorio, per dissipare gli ultimi dubbi sull'unione tra il due club; questa data è storicamente associata alla fondazione dell'Associazione Calcio Firenze, sebbene l'atto costitutivo della nuova società si ebbe domenica 29 agosto, istituendo inoltre un consiglio direttivo composto da dieci consiglieri, equamente divisi tra le due società.
Il primo presidente della nuova società fu Luigi Ridolfi, imprenditore di nobile famiglia all'epoca trentunenne, mentre Scipione Picchi fu nominato vicepresidente, con Ottavio Baccani designato segretario generale; come terreno di gioco fu scelto lo stadio Velodromo Libertas in Via Bellini. La prima maglia ufficiale era inquartata bianca e rossa, colori sociali di Firenze e dei club da cui è originata la Fiorentina, costituendo così il simbolo dell'unione tra le vecchie rivali. Seguendo anche uno statuto redatto dal Football Committee of Florence di Torrigiani nel 1898, si mantenne come simbolo delle due società lo stemma di Firenze, un giglio bottonato di colore rosso in campo argenteo, già presente in entrambe le società originarie. Il 20 settembre si tenne il primo incontro della nuova squadra, un'amichevole informale contro il Signa, che batté per 1-2 i biancorossi; la formazione gigliata era composta da Sbrana, Posteiner, Benassi, Focosi, Tuti, Segoni, Salvatorini, Baldini, Barigozzi, Baccilieri, Bandini. Il 29 settembre la Fiorentina disputò un'altra amichevole, questa volta ufficiale, pareggiando allo stadio Libertas contro la Sampierdarenese per 2-2.

## Dai primi anni al secondo conflitto mondiale

### Gli esordi

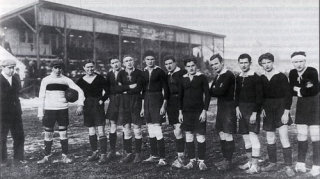
La formazione della Fiorentina in maglia rossa all'esordio in campionato contro il Pisa sul terreno di Via Bellini. Da sinistra: Serravalli, Posteiner, Benassi, Barigozzi, Segoni, Focosi, Baldini, Salvatorini, Volk, Baccilieri, Bandini.

Grazie al piazzamento della Libertas nel 1925-1926, nella sua prima stagione la società poté iscriversi al girone C di Lega Nord della Prima Divisione, la seconda serie nazionale; il primo incontro ufficiale di campionato si tenne nello stadio di via Bellini il 3 ottobre 1926 contro il Pisa, terminato con una vittoria per 3-1. Sebbene la nuova società fosse registrata al torneo come "Associazione Calcio Firenze", per la prima gara di quel primo campionato la società assunse la denominazione di "Associazione Fiorentina del Calcio" per la maggiore assonanza con il nome completo della Libertas, in virtù del maggiore apporto di questo club nella fusione, divenendo nel 1927 "Associazione Calcio Fiorentina". Dopo un buon inizio di campionato, il club, che comprendeva giocatori provenienti dalle due vecchie società allenati da Károly Csapkay, ebbe un periodo di flessione, terminando il campionato al sesto posto; il capocannoniere della squadra fu Rodolfo Volk con 11 reti. Il 21 aprile 1927 si tenne il primo incontro internazionale dei gigliati, un'amichevole contro il Lugano terminata 3-1.

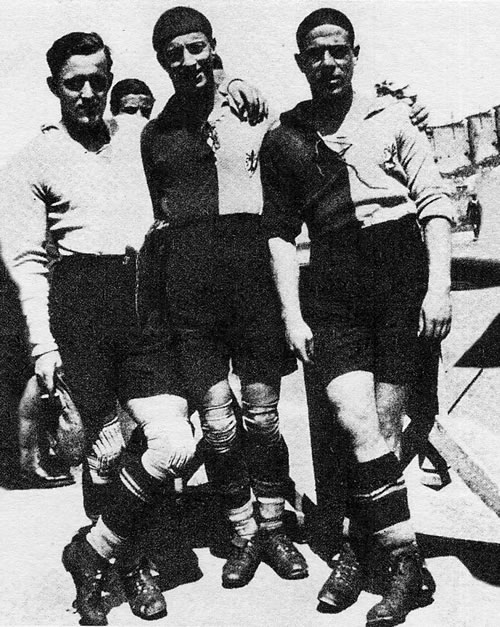
La maglia biancorossa della Fiorentina nel 1926.

Dalla stagione 1927-1928 la Fiorentina giocò con le maglie a strisce biancorosse, parallelamente a quelle inquartate, regalategli dalla Colligiana, memore della fratellanza guelfa tra Colle di Val d'Elsa e Firenze. Nel novembre 1927 venne poi fondato l'Ordine del Marzocco, una prima associazione di tifosi. Il club prese parte al girone D di Lega Sud e, grazie anche alle 14 reti di Luigi Miconi, si classificò al secondo posto, dopo lo spareggio con la Ternana, con 8 vittorie, compreso un 8-0 al Tivoli, piazzandosi dietro il Liberty Bari che aveva battuto 3-5 i gigliati all'ultima giornata. In questo torneo la società fu protagonista del Caso Savoia-Fiorentina; il club venne giudicato colpevole di omessa denuncia di corruzione e di essersi accordato con il Savoia per vincere lo scontro diretto dietro compenso, incentivandolo poi a giocare lealmente contro il Bari. La federazione decise di non assegnare i due punti alla Fiorentina, sanzionando entrambe le società con pesanti multe e squalificando alcuni dirigenti, a eccezione di Ridolfi.
Per la stagione 1928-29, la Federcalcio modificò l'assetto del massimo campionato, creando due gironi formati ognuno da 16 squadre per stabilire chi avrebbe fatto parte della Serie A, chi della Serie B, chi della Prima Divisione. La Fiorentina, a cui si era annessa l'Itala Football Club, venne promossa d'ufficio in virtù dei risultati della stagione precedente; non si dimostrò però mai competitiva e arrivò al sedicesimo e ultimo posto del girone con 23 sconfitte, tra cui lo 0-11 a Torino con la Juventus, 26 reti fatte e 96 subite. Con alcune modifiche allo schema dei nuovi tornei nazionali, la squadra, allenata da Károly Csapkay e Gyula Feldmann, venne relegata in seconda serie.

La prima formazione della Fiorentina in maglia viola.

Il 22 settembre 1929, in una amichevole con la Roma, la squadra toscana indossò per la prima volta maglie di colore viola, che non fu adottato per un pessimo lavaggio in un fiume delle maglie biancorosse come sostiene la tradizione, ma per volontà di Ridolfi, che osservò le divise color porpora dell'Újpest in un'amichevole della fine del 1928, scegliendo quindi di utilizzare il viola per motivi estetici e simbolici; il colore piacque subito al pubblico e non venne più cambiato. Dopo un buon inizio di stagione, i gigliati di Feldmann rischiarono di avvicinarsi alla zona retrocessione, riprendendosi nel girone di ritorno grazie a una buona capacità offensiva che portò ad alcune vittorie di larga misura; la squadra terminò il campionato al quarto posto, dietro a Casale, Legnano e La Dominante.

### Le prime stagioni in Serie A
Nella stagione 1930-31 la Fiorentina alzò la qualità della sua rosa, puntando alla promozione in Serie A; condotto per gran parte dell'annata con continuità grazie soprattutto a una buona difesa, il campionato vide i viola terminare al primo posto, giungendo a pari merito con il Bari, dopo aver staccato Palermo e Atalanta, guadagnandosi sul campo il 28 giugno 1931 la promozione in Serie A. In questa stagione si cominciò a utilizzare come inno ufficiale la Canzone viola, brano pubblicato il 22 novembre 1930 da Marcello Manni e commissionato dall'Ordine del Marzocco, che fece stampare un volantino con il testo della canzone, distribuendolo al pubblico dello stadio di Via Bellini. Il 21 giugno, col termine della stagione, il club si congedò da questo impianto, trasferendosi nell'innovativa struttura di Campo di Marte. Progettato nel 1929 da Pier Luigi Nervi e voluto dal marchese Ridolfi, lo stadio Giovanni Berta venne inaugurato ufficialmente il 13 settembre 1931 con la partita tra Fiorentina e Admira Vienna, terminata 1-0; il pallone dell'incontro venne lanciato da un aeroplano pilotato da Vasco Magrini. In realtà, il primo incontro che si tenne nel nuovo stadio fu tra Fiorentina-Montevarchi, giocato il 10 settembre e vinto dai viola per 6-0.

La Fiorentina nell'incontro inaugurale dello stadio Giovanni Berta contro l'Admira.

Dopo la promozione in Serie A la Fiorentina decise di rinforzarsi, affidando la panchina a Hermann Felsner e comprando alcuni giocatori tra cui Pedro Petrone, Lorenzo Gazzari e Alfredo Pitto, primo calciatore viola a vestire la maglia azzurra, nell'incontro del 15 novembre 1931 tra Italia e Cecoslovacchia. L'esordio in Serie A avvenne il 20 settembre 1931, con il pareggio per 1-1 contro il Milan; la prima stagione nel nuovo stadio fu buona, caratterizzata da una discreta solidità difensiva e da importanti vittorie, come il doppio 3-0 inferto in casa a Milan e Ambrosiana-Inter. I viola si classificarono al quarto posto, dietro a Juventus, Bologna e Roma, a pari merito con i rossoneri. Con 25 reti, Petrone si consacrò capocannoniere del torneo a pari merito con Angelo Schiavio.

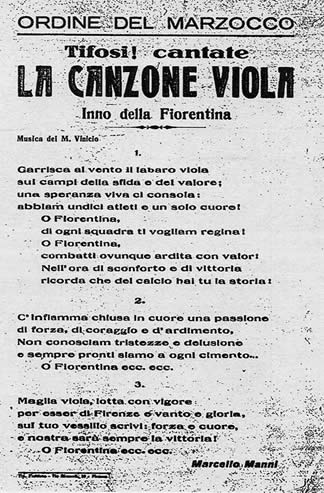
Il volantino con il testo della Canzone viola.

Dopo il brillante esordio nella massima serie, nel 1932-1933 i gigliati, che si presentarono in campionato senza grandi acquisti, non riuscirono a ripetersi per mancanza di continuità e terminarono il torneo in quinta posizione, a pari merito con la Roma, grazie a un buon girone di ritorno; l'8 gennaio 1933 i viola centrarono la loro prima vittoria a Firenze contro la Juventus, vincitrice di cinque scudetti consecutivi tra il 1930 e il 1935. Il 24 marzo 1933, per via della retrocessione ad ala decretata da Felsner e della decisione della società di schierarsi con l'allenatore e di multarlo, Petrone abbandonò la squadra e tornò in Uruguay, risultando comunque il miglior marcatore viola con 12 reti; Felsner venne poi esonerato e sostituito da Wilhelm Rady.
Dopo la perdita di Petrone, nel 1933-1934 l'Associazione Calcio Fiorentina decise di puntare su Vinicio Viani come nuovo attaccante di riferimento, oltre che su Mario Pizziolo, prima bandiera viola che vinse il campionato mondiale di calcio 1934 con l'Italia. Dopo l'esonero di Rady in autunno, la panchina venne affidata a József Ging. Anche in questa stagione la Viola non riuscì a essere continua, con maggiori difficoltà difensive rispetto al passato, ottenendo sconfitte pesanti come quella per 2-7 con la Pro Vercelli, con 6 reti di Silvio Piola, e vittorie notevoli come il 4-2 a Milano contro l'Ambrosiana-Inter; grazie anche ai 16 gol di Viani, la squadra terminò il campionato al sesto posto.
La stagione 1934-1935 vide i gigliati, allenati per la prima volta da un allenatore italiano, Guido Ara, tra i protagonisti della Serie A; grazie a una buona difesa e a una notevole partenza in campionato, la Fiorentina si laureò campione d'inverno il 3 febbraio 1935. La squadra viola non riuscì a ripetersi nel girone di ritorno, complici alcune sconfitte sul finale di stagione con Livorno, Alessandria e Juventus, e finì terza in classifica dietro ai bianconeri e all'Ambrosiana-Inter. Tale piazzamento consentì ai viola di partecipare per la prima volta alle competizioni europee, prendendo parte alla Coppa dell'Europa Centrale 1935. L'esordio in campo continentale avvenne il 16 giugno 1935 a Budapest, con l'incontro Fiorentina-Újpest, vinto dai viola per 2-0; la squadra venne eliminata ai quarti dallo Sparta Praga, vittoriosa poi in questa edizione.

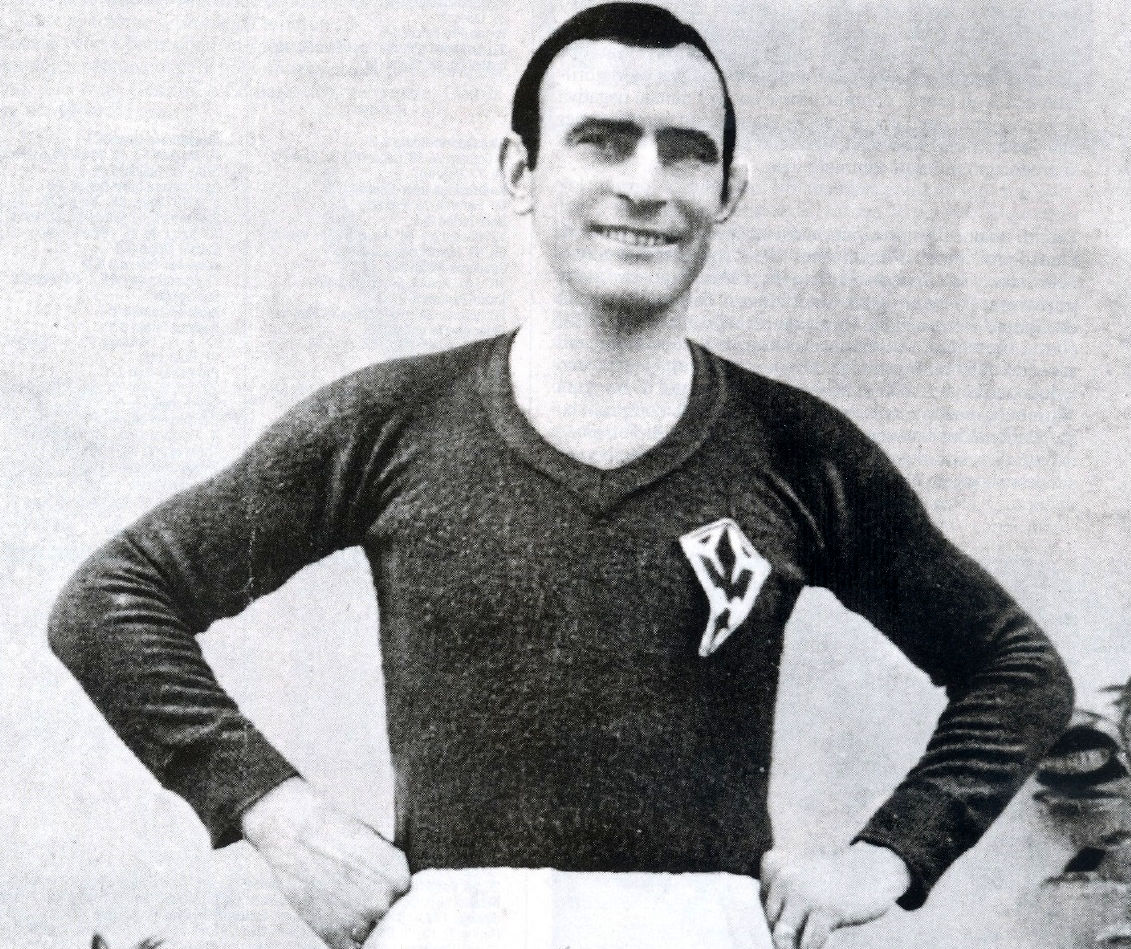
Pedro Petrone, primo capocannoniere della Fiorentina.

Nel campionato 1935-1936 la Fiorentina non riuscì a riconfermarsi ai livelli degli anni precedenti, pur lasciando la squadra pressoché inalterata. Nonostante non siano mai in lotta per la salvezza, i viola di Ara, che ebbero in Giuseppe Bigogno il primo loro capitano, chiusero l'annata al dodicesimo posto, a 4 punti dalla zona retrocessione, dimostrando difficoltà negli incontri casalinghi. Il 26 dicembre 1935 la Fiorentina fece il suo debutto nella neonata Coppa Italia, battendo 8-0 la Sestrese, risultato che risulta la massima vittoria viola in questa competizione; dopo aver superato il Genova 1893 e la Juventus, la squadra viola venne eliminata in sconfitta dal Torino, futura vincitrice del trofeo.
Anche la stagione successiva, che vide l'inserimento di alcuni giovani in rosa, non fu esaltante in termini di risultati, a causa dei numerosi pareggi conseguiti in campionato, della cessione di Cinzio Scagliotti e del ritiro di Mario Pizziolo per infortunio; la classifica vide i gigliati di Ara classificarsi al nono posto, perdendo alcune posizioni nel finale di campionato, migliorando comunque il piazzamento dell'anno precedente. Anche in Coppa Italia la squadra non fu protagonista, battuta dal Catania nei sedicesimi di finale.

### La retrocessione del 1937-1938, il primo trofeo e la sospensione dei tornei

Giuseppe Bigogno, primo capitano della Fiorentina.

L'annata 1937-1938 fu una delle peggiori della storia della Fiorentina, considerata la retrocessione in Serie B, arrivata dopo aver terminato il campionato con 3 vittorie, 18 sconfitte, 28 reti fatte e 60 subite. La squadra, indebolita dalla cessione di alcuni giocatori come Ermes Borsetti e Arrigo Morselli, occupò l'ultimo posto in classifica già dopo i primi turni e alla ventesima giornata si ritrovò nettamente staccata rispetto al resto del gruppo, ottenendo solo 6 punti nel girone di ritorno; anche il cambio di allenatore, da Ottavio Baccani a Ferenc Molnar, non cambiò la situazione dei viola, che si classificarono al sedicesimo posto. In Coppa Italia la squadra viene eliminata ai sedicesimi di finale dal Liguria dopo i tempi supplementari.
Dopo la retrocessione nella serie cadetta, nel 1938-1939 il marchese Ridolfi modificò pesantemente la squadra, ingaggiando Luigi Griffanti e Romeo Menti e scegliendo Rodolfo Soutschek come nuovo tecnico, per tornare immediatamente in serie A. Con un discreto girone di ritorno, i viola terminarono il campionato al primo posto davanti a Venezia e Atalanta, ottenendo la matematica certezza della promozione il 28 maggio 1939, grazie a un successo interno per 4-1 sull'Alessandria alla penultima giornata di campionato. La squadra, che talvolta utilizzò a scopo scaramantico dei pantaloni di colore nero, ebbe una buona capacità offensiva; Menti con 17 reti fu il miglior marcatore della stagione. Nella coppa nazionale, la squadra partì dai turni di qualificazione, uscendo dal torneo ai sedicesimi di finale contro il Genova 1893.
Nonostante lo scoppio della seconda guerra mondiale i tornei calcistici proseguirono; i gigliati, penalizzati dai numerosi infortuni e dalle difficoltà difensive, lottarono tutta la stagione per la permanenza in massima serie e terminarono il campionato al tredicesimo posto, a pari punti di Liguria e Napoli, riuscendosi a salvare per il miglior quoziente reti. Decisivo per la permanenza in A fu il cambio di allenatore, da Soutschek a Giuseppe Galluzzi, che modificò tatticamente la squadra passando dal metodo al sistema. In questa stagione i viola si aggiudicano il primo trofeo della loro storia, la Coppa Italia 1939-1940; dopo aver superato al primo turno il Cavagnaro, agli ottavi il Milan e ai quarti la Lazio, la Fiorentina batté in semifinale la Juventus. La finale, che si giocò il 17 giugno 1940 allo stadio Berta, vide i gigliati superare il Genoa per 1-0, con rete di Mario Celoria. La formazione del primo titolo viola era: Griffanti, Da Costa, Piccardi, Ellena, Bigogno, Poggi, Menti, Morselli, Celoria, Baldini, Tagliasacchi.

La premiazione della Coppa Italia 1939-1940, primo trofeo vinto dai viola.

Con l'entrata in guerra dell'Italia, Benito Mussolini appoggiò la continuazione dei campionati per rasserenare il popolo; la Fiorentina decise comunque di non partecipare alla Coppa dell'Europa Centrale 1940. I viola dominarono le prime sette giornate della stagione 1940-1941, prima della sconfitta in casa del Torino del 24 novembre per 2-6; sebbene fosse una formazione giovane, riuscì comunque con un gioco offensivo a lottare con i migliori club fino alla fine del campionato, ottenendo anche il primo successo viola in casa della Juventus il 19 gennaio 1941 per 3-2. 
Grazie ai 18 gol di Menti, la squadra si classificò al quarto posto, dietro al Milan solo per quoziente reti, a 5 punti dal Bologna campione d'Italia. In Coppa Italia la Fiorentina venne battuta ai quarti di finale dalla Roma, dopo aver superato Sampdoria e Juventus.
L'annata 1941-1942 fu disputata in pieno conflitto bellico; nonostante un buon inizio, i viola, che inserirono in rosa alcuni esordienti come Augusto Magli, non disputarono un buon campionato, con un girone d'andata negativo, riuscendo comunque a salvarsi grazie al nono posto finale. La squadra dimostrò una buona capacità offensiva, grazie anche alle 18 reti di Renato Gei, centrando la vittoria con maggior scarto della storia viola con il successo per 8-0 al Modena. Nella coppa nazionale la corsa della Fiorentina di Galluzzi si fermò ai sedicesimi di finale contro il Milan. Nel 1942, Luigi Ridolfi lasciò la presidenza della Fiorentina a Scipione Picchi, perché chiamato a dirigere la FIGC.
La stagione 1942-1943 fu l'ultima prima della sospensione dei tornei; nonostante le difficoltà, la Serie A proseguì, spesso schierando formazioni di fortuna. Con buone prestazioni in casa e pessime in trasferta, segnando spesso ma subendo viceversa molte reti, i viola conclusero il campionato al sesto posto, a pari merito con Bologna e Milan. In Coppa Italia la squadra venne battuta dal Livorno nella prima partita del torneo. Dopo il 25 aprile 1943, ultima giornata di campionato, per due stagioni non si tenne alcun torneo ufficiale. In questi due anni, Firenze fu caratterizzata, oltre che dalla guerra militare e civile, da bombardamenti ed esplosioni, con Ottavio Baccani che preservò nella propria abitazione trofei, scarpe, maglie e palloni da gioco. Alcuni calciatori come Ferruccio Valcareggi, Romeo Menti, Carlo Piccardi e Luigi Griffanti vennero arruolati nel Battaglione olimpionico di Roma, voluto da Ridolfi per proteggere il patrimonio sportivo nazionale. Armando Frigo, Bruno Neri e Vittorio Staccione, tre calciatori che hanno vestito negli anni precedenti la maglia viola, furono vittime della guerra e del regime nazista, perdendo la vita in questi anni.

## Il secondo dopoguerra e la presidenza Befani

### L'abbandono del marchese Ridolfi e la ripresa delle attività
Già nel tardo 1944, la società viola cercò di riprendere le attività, riuscendo a ripianare i debiti con la vendita di Ferruccio Valcareggi al Bologna; il 14 gennaio 1945 venne disputata allo Stadio Comunale, nuova denominazione del "Berta", un'amichevole contro il Santa Croce sull'Arno, vinta per 4-2, con l'utilizzo anche giocatori che non facevano parte della rosa viola. Non essendo stati ristabiliti i tornei ufficiali, alcune regioni organizzarono dei tornei calcistici locali; la Fiorentina prese parte al campionato toscano di guerra, superando in semifinale l'Empoli e nella finale del 29 luglio il Livorno 1945 per 3-1.
Nel 1945-1946 vennero nuovamente pianificate delle manifestazioni calcistiche ufficiali; per motivi logistici la Divisione Nazionale viene divisa in due gironi. La Fiorentina si riorganizzò da un punto di vista societario e tecnico; il 23 gennaio 1946 Luigi Ridolfi cedette a titolo gratuito al consiglio della Fiorentina, che aveva affidato a Arrigo Paganelli la presidenza del club, ogni diritto vantato sui cartellini dei giocatori viola. La squadra, allenata da Giuseppe Bigogno, non riuscì a qualificarsi per le finali nazionali per 3 punti, classificandosi al quinto posto nonostante le 32 reti fatte, di cui 12 segnate da Mario Gritti, ottenendo spesso vittorie con notevole scarto. In questa stagione per la prima volta si cominciarono a usare le maglie di riserva, che per la Fiorentina erano di colore bianco.
Con il ritorno al girone nazionale a 20 squadre, nel 1946-1947 il club viola, complice anche una campagna acquisti non buona, ebbe notevoli difficoltà in campionato, a causa della mancanza di continuità, con l'avvicendamento di tre allenatori (Guido Ara, Renzo Magli e Imre Senkey), della scarsa solidità difensiva, incappando in sconfitte nette come i due incontri con il Torino terminati 2-7 in trasferta e 0-4 in casa, e dei risultati negativi in trasferta; i viola, presieduti per quest'anno da Igino Cassi, raggiunsero comunque la salvezza all'ultima giornata, concludendo il campionato al diciassettesimo posto, a un solo punto dalle retrocesse Brescia e Venezia.
Il campionato 1947-1948 fu il più lungo della storia a causa del ripescaggio della Triestina, con la Fiorentina, guidata dal presidente Ardelio Allori, che affidò la panchina a Luigi Ferrero e acquistò calciatori come Alberto Galassi, miglior marcatore stagionale con 15 reti. Grazie anche ai nuovi arrivi, la stagione fu positiva, con un buon inizio di campionato, anche se i viola furono meno brillanti nel girone di ritorno, caratterizzato da cinque sconfitte consecutive alla fine del torneo, classificandosi così al settimo posto, in virtù soprattutto dei risultati casalinghi.
Nel 1948-1949, sotto la presidenza Carlo Antonini, continuò l'opera di ringiovanimento della rosa, con gli arrivi di Sergio Cervato e Egisto Pandolfini, oltre che di Francesco Rosetta. La Serie A vide i viola classificarsi al decimo posto, frutto di 15 vittorie e altrettante sconfitte, compreso l'1-7 subito dall'Inter a Milano, grazie a un buon rendimento casalingo e alle 14 reti di Galassi. La stagione fu caratterizzata dalla tragedia di Superga del 4 maggio 1949, che vide la scomparsa dell'intera squadra del Grande Torino.
Nella stagione successiva i viola acquistarono Giuseppe Chiappella e alcuni calciatori stranieri grazie alla riapertura delle frontiere. La Fiorentina di Ferrero si classificò al quinto posto, dimostrando una notevole capacità offensiva considerate le 76 reti fatte, 24 delle quali segnate di Galassi, a dispetto delle 57 reti subite, risultando comunque una delle migliori difese del torneo. L'unica vittoria degna di nota fu quella contro l'Inter per 4-2 al Comunale, che si contrappose alla sconfitta per 2-5 contro la Juventus a Torino.

### I primi anni 1950 e il primo scudetto
Anche nella stagione 1950-1951 la società continuò a rafforzarsi, continuando la politica dei calciatori giovani; nell'organigramma societario viola entrò a far parte Artemio Franchi. Dopo una partenza difficile, che consegnò ai viola un solo punto dopo le prime tre partite, la Fiorentina si riprese e, con una discreta difesa e un buon girone di ritorno, riuscì a classificarsi al quinto posto.
Per l'annata 1951-1952, la squadra gigliata acquistò il danese Dan Ekner e il turco Lefter Küçükandonyadis, venendo poi ceduta nel febbraio 1952 a Enrico Befani. Nonostante una partenza rallentata in campionato, i gigliati, allenati prima da Luigi Ferrero, poi da Renzo Magli, confermarono i progressi degli anni precedenti e, grazie a un buon girone di ritorno e alle discrete prestazioni difensive, che condussero ad alcune importanti vittorie come il 5-0 all'Inter e l'1-0 al Milan, la Fiorentina si classificò al quarto posto, dietro Juventus e alle due milanesi.
Per campionato 1952-1953, la società si rinforzò con gli arrivi di Armando Segato e Maurilio Prini, la stagione si dimostrò però al di sotto delle aspettative del pubblico, con la squadra che non fu incisiva in fase offensiva con solo 32 gol fatti, record negativo stagionale, complice anche la cessione di Egisto Pandolfini. La Fiorentina ebbe un pessimo inizio di stagione e, dopo l'esonero di Magli che venne sostituito da Fulvio Bernardini portando progressi nel gioco e nei risultati, si classificò al settimo posto; il 22 febbraio i viola incapparono nella peggior sconfitta della loro storia nei massimi campionati a girone unico, con la sconfitta per 0-8 contro la Juventus a Torino.

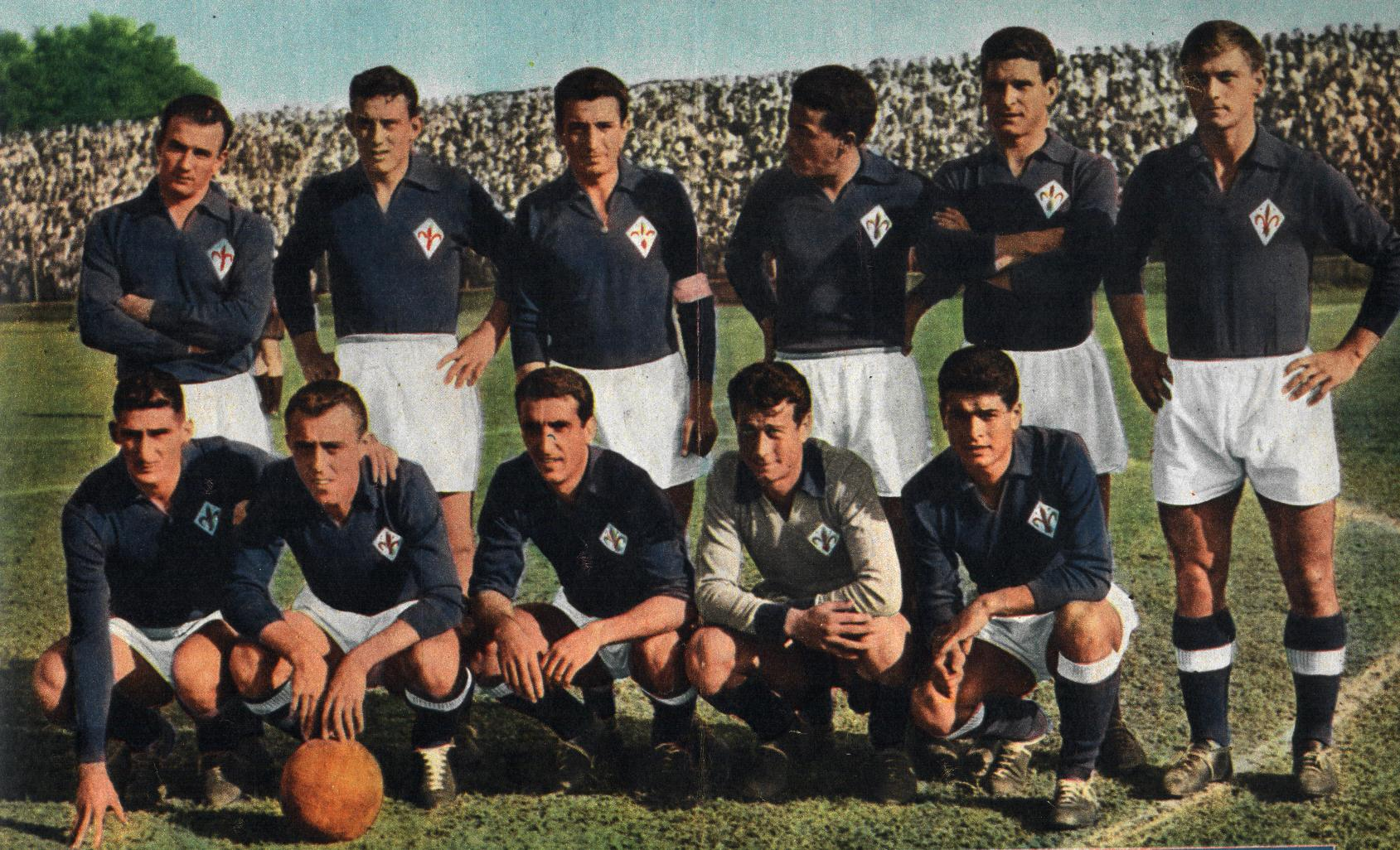
La formazione viola campione d'Italia 1955-1956.

Di migliore fattura fu invece la stagione 1953-1954, che vide Gunnar Gren e Guido Gratton come nuovi acquisti; continuando con il buon calcio della precedente annata e spinta da Giancarlo Bacci, autore di 13 reti, la Fiorentina di Bernardini iniziò bene il campionato e, grazie a una notevole solidità difensiva, divenne campione d'inverno. I risultati del girone di ritorno non furono tuttavia eccellenti, con le ultime dieci giornate che portarono solo 8 punti; dopo la sconfitta del 25 aprile 1954 contro il Milan, i viola abbandonarono la lotta per il titolo, classificandosi al terzo posto, dietro a Inter e Juventus, a pari merito con i rossoneri.
Nella campagna acquisti 1954-1955, Befani portò a Firenze diversi calciatori, come Giuliano Sarti, Alberto Orzan e Giuseppe Virgili, che fu il miglior marcatore della squadra con 15 reti. Nonostante i tanti infortuni occorsi ai viola e la poca continuità in termini di risultati, la squadra disputò un buon campionato, con alcune importanti prestazioni come il 5-3 ottenuto contro l'Inter a Milano, e, grazie a un buon girone di andata e dei risultati in trasferta, si classificò al quinto posto.
Nell'estate 1955, in vista della nuova stagione, la società di Enrico Befani acquistò Miguel Montuori e Julinho, con l'obiettivo di raggiungere il definitivo salto di qualità. La squadra iniziò bene il campionato, superando all'ottava giornata l'Inter, vincitrice delle prime cinque partite; negli incontri successivi accumulò un discreto vantaggio sulle inseguitrici, laureandosi campione d'inverno il 29 gennaio. Nel girone di ritorno i viola di Bernardini proseguirono nella loro marcia, spinti dai gol di Virgili e di Montuori, autori rispettivamente di 21 e 13 reti a fine stagione, e da una notevole solidità difensiva; il 6 maggio 1956, con cinque giornate d'anticipo, la Fiorentina vinse il suo primo scudetto con 12 punti di vantaggio dai rossoneri secondi classificati, con 59 reti fatte e 20 subite, stabilendo numerosi record per il campionato italiano. L'unica sconfitta stagionale arrivò dopo 33 risultati utili consecutivi all'ultima giornata in casa del Genoa; una settimana prima i gigliati avevano festeggiato a Firenze con i propri tifosi il titolo nazionale, che consentì loro di partecipare per la prima volta alla Coppa dei Campioni. La formazione titolare di Fulvio Bernardini era composta da Sarti; Magnini, Cervato; Chiappella, Rosetta, Segato; Julinho, Montuori, Virgili, Gratton e Prini, con Orzan spesso usato come prima riserva.

### I quattro secondi posti consecutivi
Dopo il loro primo scudetto, i gigliati si presentarono nella stagione 1956-1957 come favoriti del campionato, lasciando la rosa inalterata. Nelle prime giornate i viola si portarono in testa alla classifica insieme al Milan, chiudendo però il girone di andata a 4 punti dai rossoneri, grazie ai 14 gol totali di Montuori e a una buona difesa. Nel girone di ritorno, a causa degli infortuni e di un generico calo delle prestazioni, i gigliati non furono in grado di recuperare la squadra milanese, che vinse entrambi gli scontri diretti e conquistò lo scudetto con tre giornate di anticipo; i viola si classificarono al secondo posto davanti alla Lazio, a 6 punti dal Milan. Positiva fu invece la prima partecipazione alla Coppa dei Campioni; i viola esordirono il 21 novembre 1956, eliminando nel doppio confronto l'IFK Norrköping, superando poi ai quarti il Grasshoppers e in semifinale la Stella Rossa di Belgrado, diventando la prima squadra italiana a disputare la finale della massima competizione europea per club. Nella finale del 30 maggio 1957, che si tenne allo stadio Santiago Bernabéu davanti a 124 000 persone, la Fiorentina trovò i campioni in carica del Real Madrid; la squadra viola resse sullo 0-0 sino a venti minuti dalla fine, poi un rigore molto discusso venne realizzato da Alfredo Di Stéfano, prima dello 0-2 finale di Francisco Gento. Il club fiorentino vinse poi la Coppa Grasshoppers, torneo internazionale disputato dal 1952 al 1957, classificandosi al primo posto a 3 punti dal Nizza, seguito da Dinamo Zagabria, Austria Vienna, Schalke 04 e Grasshoppers.
L'annata 1957-1958 vide i viola rafforzarsi con Francisco Lojacono e Enzo Robotti, mentre venne ceduto Francesco Rosetta. Il campionato vide i viola avanzare con buona continuità, con un periodo di flessione a metà stagione, ottenendo alcune importanti vittorie come il 6-1 al Padova di Nereo Rocco e il 2-1 in casa con la Juventus, vincitrice del campionato; grazie a una buona difesa, la squadra si piazzò nuovamente al secondo posto, a 8 punti dai bianconeri. Nella ritrovata Coppa Italia, i viola conquistarono 8 vittorie consecutive tra girone eliminatorio e scontri diretti, battendo ai quarti il Padova e in semifinale in Bologna, venendo sconfitti nella finale del 24 settembre 1958 dalla Lazio per 0-1, con rete dell'ex viola Maurilio Prini.
Prima dell'inizio della stagione 1958-1959, Fulvio Bernardini e Julinho lasciarono la squadra; la panchina viola venne affidata a Lajos Czeizler mentre tra i volti nuovi ci furono Kurt Hamrin, Gianfranco Petris e Enrico Albertosi. Il nuovo allenatore, affiancato e poi sostituito da Luigi Ferrero, sviluppò un gioco offensivo che portò a un testa a testa con il Milan per tutto il campionato, fino alla flessione delle ultime otto giornate, dopo la sconfitta interna per 1-3 subita dalla squadra milanese; i viola si piazzarono al secondo posto, a 3 lunghezze dai rossoneri, segnando 95 reti, 20 delle quali nelle tre partite con Genoa, Udinese e Torino tra la 13ª e la 15ª giornata, con Hamrin e Montuori autori rispettivamente di 26 e 22 reti. Nella coppa nazionale la Fiorentina arrivò fino ai quarti di finale, dopo aver battuto la Sampdoria, venendo sconfitta dalla Juventus. i viola inoltre fecero parte della squadra italiana alla Coppa dell'Amicizia italo-francese 1959, vincendo le due gare contro il Nîmes Olympique e il trofeo finale.
Per la stagione 1959-1960, la panchina dei gigliati venne affidata a Luis Carniglia, mentre la rosa rimase pressoché invariata, con il solo inserimento di Sergio Castelletti, non riuscirono però a confermare la vena realizzativa dell'anno precedente, fermandosi a 68 reti, con Hamrin nuovamente capocannoniere della squadra con 26 gol, registrando comunque una buona difesa. La squadra fu capace di contendere il primo posto alla Juventus, arrivando a due punti di distacco dai bianconeri dopo la vittoria per 1-0 nello scontro diretto del 27 marzo; i viola incapparono però in tre pareggi consecutivi che consegnarono lo scudetto al club di Torino, lasciando ai viola il secondo posto. Nella Coppa Italia 1959-1960 la Fiorentina arrivò in finale, dopo aver superato il Como agli ottavi, l'Inter ai quarti e il Torino in semifinale, venendo sconfitta nell'incontro del 18 settembre 1960 dalla Juventus per 2-3, con autorete decisiva di Dante Micheli nei tempi supplementari, dopo le reti di Miguel Montuori e Dino Da Costa per i viola e la doppietta di John Charles per i bianconeri nei 90 minuti. In campo internazionale, si classificò come nazione al quarto posto nella Coppa Mitropa 1960, con una vittoria e una sconfitta contro l'Újpest, vincendo però la Coppa dell'Amicizia italo-francese 1960, superando il Racing Club di Parigi.

## Il decennio d'oro

### La Coppa delle Coppe 1960-1961 e la fine della presidenza Longinotti

La Fiorentina con Coppa delle Coppe 1960-1961.

Nel 1960-1961, i gigliati si rafforzarono con gli arrivi di Luigi Milan e Rino Marchesi, mentre venne ceduto Francisco Lojacono; nel corso della stagione, Carniglia venne sostituito dal duo Nándor Hidegkuti-Giuseppe Chiappella. In campionato, la Fiorentina non riuscì a ripetere i risultati degli anni precedenti, ottenendo numerosi pareggi, con le vittorie su Milan e Juventus che si contrapposero a sconfitte con squadre di medio-bassa classifica, e si piazzò al settimo posto, nonostante la miglior difesa del torneo; il capitano Miguel Montuori si infortunò agli occhi e fu poi costretto al ritiro. In Coppa Italia, la Fiorentina batté agli ottavi il Messina e ai quarti la Roma, superando in semifinale la Juventus. La finale si giocò a Firenze l'11 giugno 1961 contro la Lazio, con i gigliati che batterono i biancocelesti per 2-0 con reti di Gianfranco Petris e Luigi Milan. La formazione della finale era: Albertosi, Robotti, Castelletti, Gonfiantini, Orzan, Marchesi, Hamrin, Micheli, Da Costa, Milan, Petris.
La Fiorentina partecipò inoltre alla Coppa delle Coppe 1960-1961, vincendo ai quarti contro il Lucerna e superando in semifinale la Dinamo Zagabria. In finale i viola trovarono i Glasgow Rangers, che batterono il 17 maggio 1961 all'Ibrox Stadium per 2-0 con doppietta di Luigi Milan e il 27 maggio 1961 per 2-1 a Firenze con reti di Luigi Milan e Kurt Hamrin per i gigliati, di Alexander Scott per gli scozzesi; la Fiorentina fu la prima squadra italiana a vincere una competizione UEFA per club. I cosiddetti "Leoni di Ibrox" che disputarono le due finali erano: Albertosi, Robotti, Castelletti, Gonfiantini, Orzan, Rimbaldo, Hamrin, Micheli, Da Costa, Milan, Petris. La Fiorentina partecipò nel 1961, assieme ad altre compagini italiane, anche alla Coppa delle Alpi, contribuendo all'affermazione finale della Lega Nazionale Professionisti. Al termine della stagione Enrico Befani cedette la società a Enrico Longinotti.

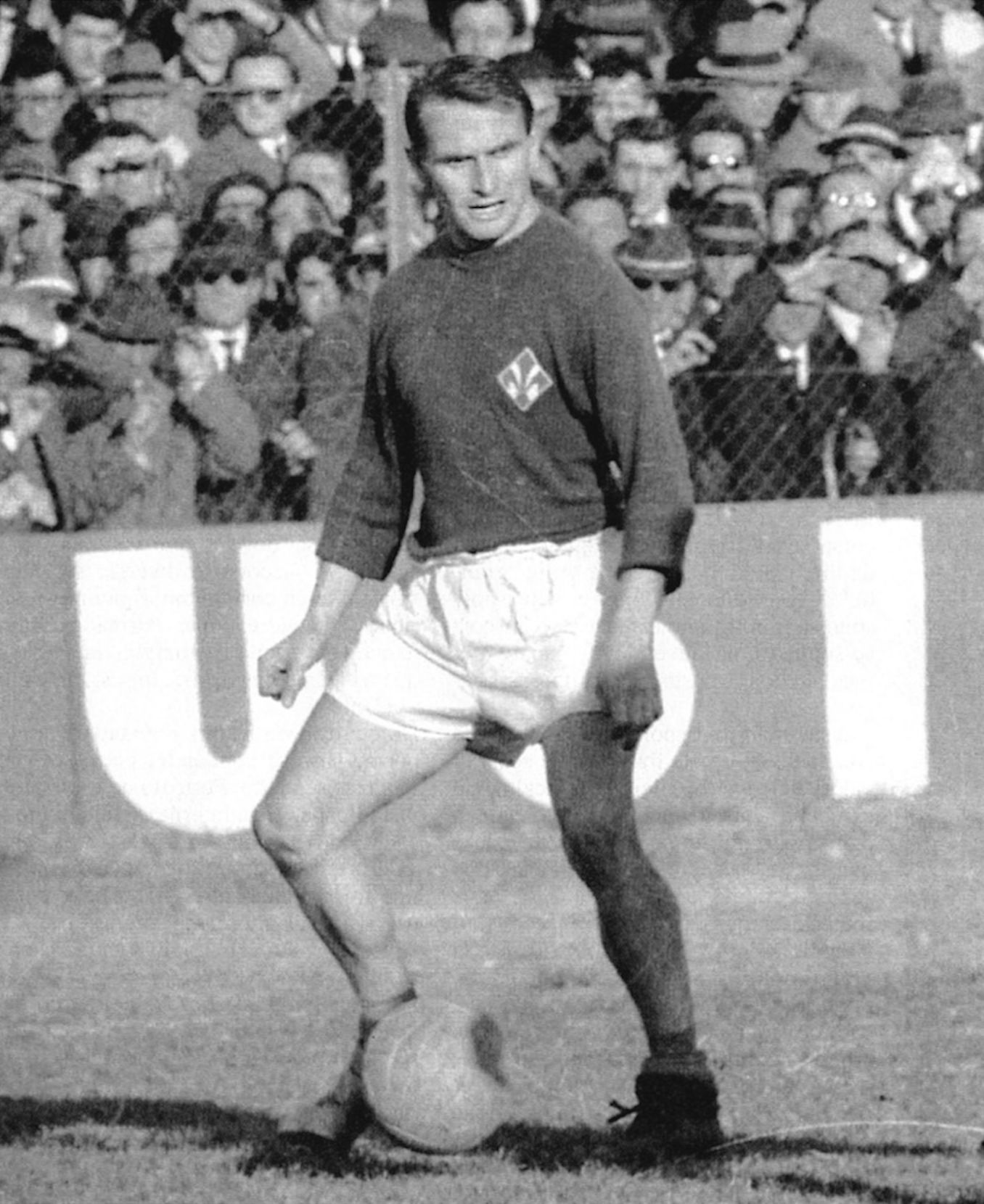
Kurt Hamrin, 362 presenze e 208 reti in maglia viola.

Nella stagione 1961-1962, il club acquistò Aurelio Milani, cercando di riportarsi nelle zone alte della classifica. I viola di Hidegkuti fecero un campionato di vertice, battendo il Milan per 5-2 e l'Inter per 4-1, calando però nel finale dopo la sconfitta per 2-5 contro i rossoneri a San Siro, giungendo al terzo posto dietro le due squadre milanesi; Milani vinse la classifica dei cannonieri a pari merito con José Altafini realizzando 22 reti. Nella coppa nazionale la Fiorentina uscì agli ottavi di finale perdendo con il Mantova. Nella Coppa delle Coppe 1961-1962 i gigliati arrivarono nuovamente in finale, dopo aver superato agli ottavi il Rapid Vienna, la Dynamo Zilina ai quarti e l'Újpest in semifinale. All'ultimo turno, il 10 maggio 1962 a Glasgow i viola incontrarono l'Atlético Madrid pareggiando per 1-1 con reti di Kurt Hamrin e Joaquín Peiró; nella ripetizione della finale che si tenne a Stoccarda il 5 settembre, gli spagnoli batterono i gigliati per 3-0, con reti di Miguel Jones, Jorge Mendonça e Joaquín Peiró. La Fiorentina partecipò inoltre alla Coppa Mitropa 1962, arrivando seconda nel girone dietro al Vasas.
Con l'annata 1962-1963, la Fiorentina acquistò Juan Seminario, cominciando inoltre un'opera di ringiovanimento della rosa con l'acquisto di alcuni esordienti come Giuseppe Brizi. La Fiorentina, allenata da Ferruccio Valcareggi, visse così una stagione di transizione e, grazie soprattutto ai risultati casalinghi, terminò il campionato al sesto posto, dimostrando comunque una buona solidità difensiva, con Hamrin capocannoniere della squadra con 15 reti. In Coppa Italia, i gigliati si fermarono ai sedicesimi di finale, battuti dal Genoa, dopo aver superato la Lazio.

Enzo Robotti, 278 presenze in viola dal 1957 al 1965.

Anche nell'annata 1963-1964 il club gigliato continuò a far esordire giovani come Ugo Ferrante in prima squadra, inserendo in rosa Giovan Battista Pirovano e affidando la porta a Enrico Albertosi dopo l'addio di Sarti. I viola, allenati da Giuseppe Chiappella, che sostituì Valcareggi, ebbero una stagione discontinua nelle prestazioni e, grazie soprattutto alla parte centrale del campionato, si classificarono al quarto posto. Hamrin si piazzò al secondo posto nella classifica marcatori con 19 reti, 5 dei quali segnati nel 7-1 contro l'Atalanta. Nella coppa nazionale la Fiorentina si fermò in semifinale, dopo aver superato Palermo, Prato, Cagliari e Milan, perdendo solo ai rigori contro la Roma. La viola partecipò anche alla Coppa Piano Karl Rappan, finendo seconda nel girone di qualificazione dietro allo Standard Liegi.
Con la stagione 1964-1965 la società dovette cedere alcuni tra i giocatori più illustri come Juan Seminario, Gianfranco Petris e Francisco Lojacono per risanare il bilancio societario, in perdita di 800 milioni di lire; si decise di puntare su giovani come Alberto Orlando e Mario Bertini. Grazie a un attacco prolifico, che portò a vittorie nette come il 7-1 ottenuto a Bergamo con l'Atalanta, con 17 reti di Orlando che fu capocannoniere del torneo insieme a Sandro Mazzola, i viola di Chiappella conclusero la Serie A al quarto posto, nonostante alcune pesanti sconfitte come il 2-6 subito a Milano dall'Inter campione d'Italia. In Coppa Italia, i gigliati vennero eliminati al primo turno dalla SPAL. In Europa invece, la Fiorentina arrivò in finale della Coppa Mitropa 1965, dopo aver superato il Rapid Vienna, venendo sconfitta il 26 giugno per 0-1 dal Vasas, con rete di Kálmán Mészöly, mentre in Coppa delle Fiere venne eliminata al primo turno dal Barcellona. Il 13 febbraio 1965 Longinotti vendette la società fortemente indebitata a Nello Baglini, un imprenditore pisano.

### Dalla Coppa Mitropa 1966 al secondo scudetto

La Fiorentina con la Coppa Mitropa 1966.

Nella sua prima stagione alla guida della società, Baglini continuò la campagna di ringiovanimento della rosa con Giancarlo De Sisti, Claudio Merlo e Luciano Chiarugi, per garantire il risanamento economico. Sempre nel 1965 nacquero i primi "Viola Club" come "Viesseux" e "7Bello", e venne fondato il Centro di Coordinamento dei Viola Club. Con una discreta capacità difensiva, i viola disputarono un buon campionato, giocando un calcio brillante che si tradusse nel quarto posto finale, dietro a Inter, Bologna e Napoli. La Coppa Italia 1965-1966 vide i gigliati vincere il trofeo, battendo il Genoa al primo turno, il Palermo al secondo, il Catania agli ottavi e il Milan ai quarti; in semifinale i viola di Chiappella vinsero contro l'Inter, mentre nella finale di Roma del 19 maggio 1966 la Fiorentina superò il Catanzaro per 2-1, con reti di Kurt Hamrin e Giuseppe Marchioro nei 90 minuti, mentre Mario Bertini segnò il rigore decisivo nei tempi supplementari. La formazione che vinse la terza Coppa Italia era: Albertosi, Pirovano, Rogora, Bertini, Ferrante, Brizi, Hamrin, Merlo, Brugnera, De Sisti, Chiarugi. In questa annata, la Fiorentina vinse anche la Coppa Mitropa 1966, battendo il Wiener Sportklub in semifinale e il Jednota Trenčín nella finale di Firenze del 19 giugno con rete di Mario Brugnera per l'1-0 decisivo. L'undici che superò gli slovacchi era: Paolicchi, Rogora, Diomedi, Marchesi, Gonfiantini, Pirovano, Hamrin, Vieri, Brugnera, De Sisti, Chiarugi. Nella Coppa delle Fiere, i gigliati vennero eliminati nei sedicesimi di finale, battuti allo Spartak Brno dopo aver superato la Stella Rossa di Belgrado.
La stagione 1966-1967 non fu caratterizzata da grandi interventi sul mercato, con il solo innesto di Salvatore Esposito in rosa. Il club viola, che dovette far fronte anche all'alluvione di Firenze del 4 novembre 1966, disputò nuovamente un discreto campionato, classificandosi al quinto posto, con buoni risultati in trasferta e con un notevole girone di ritorno; la capacità offensiva dei gigliati fu determinante per i risultati finali, portando a vittorie con largo scarto come il 7-1 al Brescia, con Hamrin autore di 16 reti. Nella Coppa Italia, i viola vennero sconfitti ai quarti dall'Inter. Nella Coppa delle Coppe la Fiorentina venne eliminata al primo turno dal Vasas, mentre nella Coppa Mitropa i viola arrivarono in semifinale, superando in precedenza First Vienna e FC Tatabánya, uscendo per mano dello Spartak Trnava.
Con la nuova stagione, Hamrin lasciò dopo dieci anni la maglia viola; al suo posto il club acquistò Amarildo e Mario Maraschi, affidando la porta a Franco Superchi. dopo un inizio negativo, Chiappella venne sostituito da Luigi Ferrero e Andrea Bassi, che portarono la Fiorentina da metà classifica al quarto posto finale, grazie a una solida difesa. In Coppa Italia, dopo aver superato la Roma, venne sconfitta agli ottavi dal Bologna; terminò al secondo turno anche la Coppa delle Fiere, battuta dallo Sporting Lisbona, dopo aver superato in precedenza il Nizza. Terminò invece al terzo posto nella fase a gironi la Coppa delle Alpi 1968, dietro a Basilea e Roma.
Per il campionato 1968-1969, la società di Baglini cedette Enrico Albertosi e Mario Brugnera in cambio di Francesco Rizzo, affidando la panchina all'argentino Bruno Pesaola. La partenza dei viola non fu ottima, incappando nell'unica sconfitta stagionale con l'1-3 interno subito dal Bologna il 3 novembre 1968, riuscendo tuttavia a recuperare terreno nei confronti di Milan e Cagliari, lasciando però ai sardi il titolo di campione d'inverno il 26 gennaio 1969. Nel girone di ritorno la squadra toscana continuò a lottare con rossoneri e rossoblu, fino a compiere il sorpasso ai danni delle rivali il 9 marzo 1969 con la vittoria con il Lanerossi Vicenza; i viola tennero le distanze dalle avversarie grazie a un rendimento costante e l'11 maggio, con la vittoria a Torino contro la Juventus, ottennero la certezza matematica della conquista del loro secondo scudetto, terminando il campionato con 4 punti di distacco dal Milan. La formazione dei gigliati, caratterizzata dalla notevole presenza di giovani nella rosa, che portò al soprannome di "Fiorentina Ye-Ye", era: Superchi; Rogora, Mancin; Esposito, Ferrante, Brizi; Rizzo, Merlo, De Sisti, Amarildo, Maraschi, autore quest'ultimo di 15 reti, con Chiarugi usato come prima riserva. Nella coppa nazionale la Fiorentina venne eliminata nella prima fase a girone, piazzandosi dietro al Foggia, mentre nella Coppa delle Fiere fu battuta dal Vitória, dopo aver superato Dinamo Zagabria e Hansa Rostock.

Giancarlo De Sisti, capitano viola dal 1967 al 1974.

Nella stagione 1969-1970, la Fiorentina confermò la rosa vincitrice dello scudetto, inserendo in squadra il solo Giuseppe Longoni; i viola di Pesaola iniziarono la Serie A con quattro vittorie, tuttavia dopo la sconfitta al Comunale contro il Cagliari ebbero una netta flessione, disputando un campionato al di sotto delle attese, classificandosi al quinto posto a 9 punti dai sardi. In Coppa Italia, dopo aver superato il girone preliminare, vennero sconfitti dal Varese nella ripetizione della partita. Con il titolo dell'anno precedente, i gigliati poterono giocare per la seconda volta in Coppa dei Campioni, battendo al primo turno l'Östers e agli ottavi la Dinamo Kiev, eliminati ai quarti dal Celtic. Migliore fu l'avventura viola in Coppa delle Alpi dove la Fiorentina arrivò in finale, sconfitta dal Basilea per 2-3 il 19 giugno 1970; nella Coppa Anglo-Italiana invece il club gigliato si fermò alla fase a gironi.

## Gli anni 1970

### La fine dell'era Baglini e la quarta Coppa Italia
Con la stagione 1970-1971 il club gigliato non modificò significativamente la propria rosa, registrando un netto calo in termini di risultati; dopo la vittoria contro la Roma all'esordio, la Fiorentina ebbe un periodo senza vittorie che portò all'esonero di Pesaola, sostituito da Oronzo Pugliese, che guidò la squadra nella lotta per non retrocedere. I gigliati si salvarono solo all'ultima giornata, pareggiando 1-1 a Torino contro la Juventus, grazie alla sconfitta del Foggia sul campo del Varese, terminando il campionato al dodicesimo posto con 3 vittorie e 19 pareggi. Nella coppa nazionale, dopo aver superato il girone preliminare e il Monza ai quarti, si classificò al terzo posto nel girone finale, a un punto da Milan e Torino. In Coppa delle Fiere, il club gigliato si fermò ai sedicesimi di finale contro il Colonia, dopo aver superato il Ruch Chorzów.

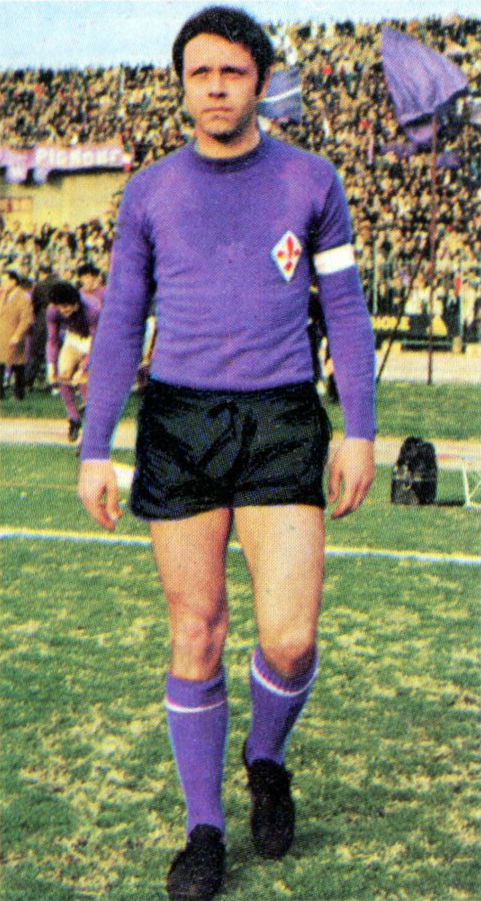
Giuseppe Brizi, 389 presenze in maglia viola dal 1962 al 1976.

Nell'annata 1971-1972, la Fiorentina, che venne ceduta da Nello Baglini a Ugolino Ugolini, tornò a essere competitiva, concorrendo per il titolo fino a sei giornate dalla fine del campionato grazie a una buona difesa, prima della sconfitta in casa con il Cagliari del 9 aprile 1972 e di altri risultati non positivi, classificandosi al sesto posto. Il miglior marcatore stagionale dei viola, allenati da Nils Liedholm, fu il nuovo acquisto Sergio Clerici, autore di 10 reti. In Coppa Italia la squadra uscì al secondo girone di qualificazione per la finale, piazzandosi dietro al Napoli, dopo aver vinto il primo. In campo europeo, i gigliati arrivarono in finale della Coppa Mitropa 1971-1972, dopo aver vinto il girone con Partizan e First Vienna, venendo battuta nelle due sfide dal Čelik Zenica per il complessivo 0-1, con rete di Mirsad Galijašević.
Buona fu anche la stagione 1972-1973, che vide l'inserimento in rosa di esordienti come Domenico Caso e Giancarlo Antognoni e la partenza di alcuni protagonisti dello scudetto; il cammino in Serie A fu regolare e portò al quarto posto finale, dietro Juventus, Milan e Lazio. In Coppa Italia i viola di Liedholm non superarono il primo girone di qualificazione, dietro a Bologna, Cesena e Monza. In Europa, parteciparono per la prima volta alla Coppa UEFA, che conclusero ai sedicesimi per mano del Vitória, dopo aver battuto al primo turno l'Eskişehirspor; terminarono inoltre in finale la Coppa Anglo-Italiana 1973, venendo sconfitti a Firenze il 3 giugno per 2-1 dal Newcastle United con reti di David Craig e Tommy Gibb per gli inglesi e di Sergio Clerici per i gigliati.
Per il campionato 1973-1974 la panchina venne affidata a Luigi Radice che continuò a puntare sui giovani come Vincenzo Guerini, molti dei quali esordirono in nazionale italiana in questi anni. Mettendo in difficoltà tutte le grandi squadre, il girone d'andata fu brillante grazie ad una buona difesa, ma la seconda parte della stagione non fu all'altezza della prima; i viola terminarono la Serie A al sesto posto, che portò all'esonero di Radice, reo di non aver conquistato la qualificazione alle competizioni europee. In Coppa Italia, la Fiorentina uscì nel girone preliminare, classificandosi dietro a Palermo e Bari. In Coppa UEFA la Fiorentina viene eliminata al primo turno dall'Universitatea Craiova.

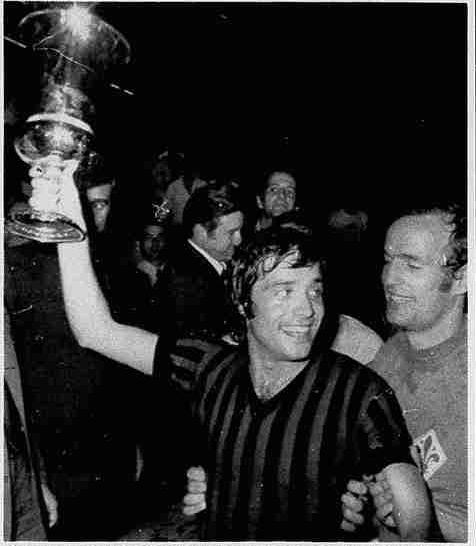
Claudio Merlo e Franco Superchi con la Coppa Italia 1974-1975.

Nel 1974-1975 i viola furono allenati da Nereo Rocco, con Claudio Merlo che ereditò la fascia di capitano da Giancarlo De Sisti. Dopo un buon inizio, i viola non riuscirono a essere continui nei risultati, con alcune buone prestazioni come il 4-1 inferto alla Juventus campione d'Italia e altre sconfitte nette, classificandosi all'ottavo posto. Il campionato deludente venne riscattato dalla vittoria della quarta Coppa Italia; dopo aver vinto il girone preliminare senza prestazioni eccellenti, la Fiorentina vinse anche il secondo, superando Roma, Napoli e Torino, vincendo nella finale di Roma del 28 giugno 1975 contro il Milan per 3-2, con reti per i viola di Gianfranco Casarsa, Vincenzo Guerini e Paolo Rosi, subentrato a partita in corso, e di Alberto Bigon e Luciano Chiarugi per i rossoneri. Gli undici titolari, allenati da Mario Mazzoni nelle ultime partite del torneo, erano: Superchi, Beatrice, Roggi, Guerini, Pellegrini, Della Martira, Caso, Merlo, Casarsa, Antognoni, Desolati. In Coppa Mitropa il club fiorentino uscì nella fase a gironi dietro a Honvéd e Teplice.

### La Coppa Italo-Inglese del 1975 e l'addio di Ugolini
Per la stagione successiva, Carlo Mazzone fu il nuovo allenatore della Fiorentina, che ricevette la Stella d'oro al Merito Sportivo per i 50 anni di attività. Nonostante una buona capacità offensiva, con Claudio Desolati autore di 10 reti, il campionato dei viola non fu brillante e, complici anche le numerosi reti subite, si classificarono al nono posto. Dopo il successo dell'anno precedente, i viola uscirono dalla Coppa Italia al secondo turno, piazzandosi nel girone dietro al Napoli. In Coppa delle Coppe, dopo aver superato il Beşiktaş, il club gigliato venne sconfitto gli ottavi ai calci di rigore dal FSV Zwickau. I viola vinsero la Coppa di Lega Italo-Inglese, superando con un doppio 1-0 il West Ham United, il 3 settembre 1975 con rete di Vincenzo Guerini, che poi dovette ritirarsi dal calcio giocato dopo un incidente automobilistico, e il 10 dicembre con gol di Walter Speggiorin; la formazione viola della finale di ritorno era Mattolini, Galdiolo, Tendi, Pellegrini, Della Martira, Beatrice, Desolati, Merlo, Casarsa, Antognoni, Speggiorin.

La Fiorentina nella stagione 1976-1977.

Con la stagione 1976-1977 ci furono numerosi nuovi arrivi e lasciarono la Fiorentina gli ultimi reduci del secondo scudetto, come Superchi, Brizi e Merlo, che consegnò la fascia del capitano ad Antognoni. Sebbene la campagna acquisti non fu esaltante e priva di grandi nomi, la Fiorentina di Mazzone disputò un discreto campionato, classificandosi al terzo posto dietro a Juventus e Torino. Nella coppa nazionale i viola vennero eliminati nel girone preliminare, piazzandosi a un punto dall'Inter. Il club gigliato si classificò al terzo posto anche nella Coppa Mitropa, giungendo alle spalle di Vojvodina e Vasas.
Dopo la buona annata dell'anno precedente, nel 1977-1978 la Fiorentina, che inserì in rosa Andrea Orlandini e Giovanni Galli, non riuscì a ripetersi; in campionato i viola ebbero una partenza negativa e lottarono fino all'ultima giornata per raggiungere la salvezza con Pescara, Foggia e Genoa, sopravanzando queste ultime due squadre solo per differenza reti e concludendo così il campionato al tredicesimo posto. Sulla panchina viola si avvicendarono Carlo Mazzone, Mario Mazzoni e Giuseppe Chiappella, mentre alla presidenza della società Rodolfo Melloni sostituì Ugolino Ugolini, che mantenne comunque la proprietà del club. In Coppa Italia, dopo aver vinto il primo girone, si classificò dietro l'Inter nel secondo turno. In Coppa UEFA i gigliati vennero eliminati dallo Schalke 04 ai sedicesimi di finale, complice anche la sconfitta a tavolino per 3-0 comminata ai viola per aver schierato Casarsa, che era stato in precedenza squalificato.

Giancarlo Antognoni, bandiera della Fiorentina dal 1972 al 1987.

Nel 1978-1979 il nuovo presidente cercò di allestire una rosa più competitiva, acquistando vari giocatori come Roberto Galbiati e affidando la squadra a Paolo Carosi; si ebbe inoltre la prima sponsorizzazione tecnica ufficiale della storia viola con il contratto con l'Adidas. Il campionato viola fu così più tranquillo e la Fiorentina, sebbene mancasse di continuità nei risultati, con un discreto inizio e un buon girone di ritorno, si classificò al settimo posto, mancando la qualificazione alle competizioni europee per differenza reti. Nella coppa nazionale i viola uscirono al primo turno, classificandosi nel girone dietro alla Juventus.
Per l'annata 1979-1980, con la scomparsa di Melloni, la presidenza venne affidata a Enrico Martellini, che non intervenne in maniera incisiva sul mercato. La prima parte di stagione fu negativa, con i viola a ridosso della zona retrocessione; con un buon girone di ritorno, frutto di 16 risultati utili consecutivi, riuscirono ad arrivare al secondo posto, perdendo le ultime due partite del campionato che li vide così terminare in quinta posizione. In Coppa Italia la Fiorentina viene eliminata al primo turno, giungendo seconda in classifica dietro alla Ternana.

## L'era dei Pontello

### I primi anni 1980
Il 2 maggio 1980 la Fiorentina venne acquistata da Flavio Pontello, che affidò al figlio Ranieri la presidenza. Nonostante una buona campagna acquisti per la stagione 1980-1981, con Daniel Bertoni e Renzo Contratto tra i volti nuovi, il girone d'andata fu difficoltoso; per la seconda parte del campionato, Carosi venne sostituito da Giancarlo De Sisti, che portò i viola dal fondo della classifica al quinto posto, grazie a 14 risultati utili consecutivi. In Coppa Italia la strada del club gigliato si fermò ai quarti, sconfitta dalla Roma, dopo aver vinto il girone preliminare.

La Fiorentina nella stagione 1981-1982.

Nel 1981 i Pontello attuarono numerosi cambiamenti, tra cui il cambio dell'inno e dello stemma della squadra, che fu sostituito da un giglio alabardato con una "F" stilizzata. Il calciomercato del 1981-1982 portò a Firenze Francesco Graziani e Eraldo Pecci, oltre ad alcuni giovani come Daniele Massaro. In campionato i viola di De Sisti stazionarono fin dall'inizio ai primi posti della classifica, grazie soprattutto a una buona difesa; il 22 novembre uno scontro accidentale tra Silvano Martina e Giancarlo Antognoni provocò a quest'ultimo due fratture alle ossa craniche che lo tennero lontano dai campi per quattro mesi. Malgrado l'assenza del capitano, la Fiorentina chiuse il girone d'andata in testa, laureandosi campione d'inverno il 17 gennaio 1982. Nel girone di ritorno, la Juventus recuperò terreno e i due club si contesero il titolo fino all'ultima giornata, quando i viola pareggiarono con il Cagliari mentre i bianconeri vinsero con il Catanzaro; nell'incontro coi sardi vennero prese decisioni arbitrali fortemente contestate dai gigliati, che terminarono il campionato al secondo posto. In Coppa Italia la Fiorentina superò il primo turno per miglior differenza reti nei confronti del Genoa e venne poi eliminata dal Torino nei quarti di finale.
Dopo il notevole campionato della stagione passata e la vittoria dell'Italia nel campionato mondiale di calcio 1982, nel 1982-1983 i viola continuarono a rafforzarsi con Daniel Passarella e Celeste Pin. La Fiorentina, condizionata anche dall'epatite che colpì Bertoni, non riuscì a ripetere la stagione precedente, alternando buone prestazioni ad altre meno positive; i gigliati terminarono la Serie A al quinto posto grazie ad un discreto girone di ritorno e alle 9 reti di Antognoni, mancando però la qualificazione alle coppe europee. Deludenti furono anche i risultati dei viola in Coppa Italia, terminata al primo girone preliminare dietro Bologna e Pisa, e in Coppa UEFA, sconfitta ai trentaduesimi di finale dall'Universitatea Craiova.
Migliore fu l'annata 1983-1984, con Gabriele Oriali e Paolo Monelli, autore di 12 reti in campionato, tra i pochi volti nuovi della rosa; la Fiorentina fu artefice di prestazioni convincenti, anche grazie alle soluzioni tattiche pensate da De Sisti, concorrendo per il titolo con la Juventus fino a metà stagione, prima che un infortunio ad Antognoni frenasse la corsa dei gigliati, che terminarono il campionato al terzo posto. La corsa dei viola nella coppa nazionale si fermò ai quarti di finale, eliminata dal Bari, dopo aver superato il primo girone e il Cesena agli ottavi.
Complice l'assenza del capitano, per la stagione 1984-1985 la Fiorentina acquistò Sócrates, che non riuscì però a inserirsi nella squadra. Nonostante una buona partenza, il campionato dei viola terminò al nono posto, a causa anche dell'avvicendamento in panchina tra Giancarlo De Sisti e Ferruccio Valcareggi per motivi di salute e delle divisioni nello spogliatoio gigliato; delusi dai risultati, i sostenitori proclamarono uno sciopero del tifo il 31 marzo 1985. i viola arrivarono in semifinale di Coppa Italia, superando il Bari agli ottavi e il Parma ai quarti, venendo battuti dalla Sampdoria. In Coppa UEFA, dopo aver sconfitto il Fenerbahçe, il club uscì ai sedicesimi di finale sconfitta dall'Anderlecht.

### L'addio di Antognoni e la contestazione del 1990
Per la nuova stagione la panchina dei viola venne affidata ad Aldo Agroppi, con gli innesti di Nicola Berti, Sergio Battistini e Roberto Baggio. La Serie A 1985-1986 vide una giovane Fiorentina giocare buone gare, mettendo in difficoltà soprattutto in casa anche le squadre più illustri, terminando il torneo al quinto posto, grazie a una solida difesa contrapposta però ad un attacco poco prolifico; Passarella fu il miglior marcatore della squadra con 11 reti. Per la seconda stagione consecutiva i viola giunsero in semifinale di Coppa Italia, venendo superati dalla Roma nel doppio confronto, dopo aver battuto l'Udinese agli ottavi e l'Empoli ai quarti.

Roberto Baggio, 136 presenze e 55 reti in maglia viola.

Nella stagione 1986-1987, Flavio Pontello lasciò la presidenza a Pier Cesare Baretti la società e vennero ceduti alcuni tra i più importanti giocatori della rosa, mentre furono acquistati Alberto Di Chiara e Ramón Díaz, miglior marcatore viola in Serie A con 10 gol. La squadra, allenata da Eugenio Bersellini, non ebbe un brillante inizio di stagione, con solo 4 reti fatte nelle prime nove giornate e una difesa poco solida; dovette così lottare fino alle ultime giornate per non retrocedere, terminando il campionato all'undicesimo posto. In Coppa Italia il club gigliato non superò il primo girone, piazzandosi dietro a Empoli, Casertana e Como. In Coppa UEFA i viola vennero eliminato al primo turno dal Boavista ai calci di rigore.
Per l'annata 1987-1988, l'allenatore della Fiorentina fu Sven-Göran Eriksson mentre Lorenzo Righetti venne designato presidente della società, dopo la scomparsa di Baretti; Antognoni dopo 15 anni lasciò la squadra viola, mentre venne acquistato Glenn Hysén. In campionato i gigliati furono autori di buone prestazioni in casa, mentre in trasferta trovarono diverse difficoltà, ottenendo solo 7 punti, vincendo però sui campi di Milan e Juventus; la Serie A dei viola si concluse all'ottavo posto. In coppa nazionale il club si fermò agli ottavi, battuto dal Napoli.
Con il 1988-1989 ci furono molti acquisti di livello per la Fiorentina, tra cui Dunga e Stefano Borgonovo, mentre Berti venne ceduto all'Inter. I viola disputarono un buon campionato, caratterizzato da alcune vittorie notevoli come il 4-3 all'Inter vincitrice del titolo, con la coppia "B2" formata da Baggio e Borgonovo che segnò complessivamente 29 reti, conducendo il club al settimo posto nonostante i molti gol subiti; con la vittoria nello spareggio con la Roma, la Fiorentina conquistò la qualificazione alla Coppa UEFA. In Coppa Italia la squadra si fermò ai quarti, battuta dalla Sampdoria.
La stagione 1989-1990 fu nuovamente caratterizzata da numerosi volti nuovi tra le file viola come Stefano Pioli e Luboš Kubík; Bruno Giorgi fu il nuovo allenatore della Fiorentina, che dovette spostarsi in vari stadi a causa dei lavori di ristrutturazione dello stadio Comunale in vista dei Mondiali del 1990. Il campionato viola non fu particolarmente brillante e vide i gigliati lottare per la salvezza fino alla fine del torneo, classificandosi al tredicesimo posto ad un punto dalla zona retrocessione, con Baggio autore di 17 gol. Nella coppa nazionale i gigliati si fermarono al primo girone, dove vennero eliminati dal Napoli, dopo aver superato Licata e Como. Di miglior tenore fu invece il cammino viola in Coppa UEFA, eliminando Atlético Madrid al primo turno, Sochaux ai sedicesimi e Dinamo Kiev agli ottavi; ai quarti la Fiorentina batté l'Auxerre, superando poi in semifinale il Werder Brema, entrando nella storia delle competizioni europee per aver partecipato a tutte le finali dei tornei UEFA. Negli ultimi incontri nelle finali di andata e ritorno, il club gigliato incontrò la Juventus, perdendo nel match d'andata del 2 maggio 1990 per 1-3 con reti di Roberto Galia, Pierluigi Casiraghi e Luigi De Agostini per i bianconeri, di Renato Buso per i viola; nella partita di ritorno del 18 maggio, giocata ad Avellino per la squalifica del sostitutivo di Perugia, le due squadre pareggiarono per 0-0, così il trofeo venne vinto dalla Juventus. Il giorno dopo la finale, i Pontello annunciarono la cessione di Roberto Baggio ai bianconeri per presunti problemi di bilancio, dichiarando poi che loro sarebbero rimasti alla guida della società viola. I tifosi viola protestarono in massa, scendendo in piazza e cingendo d'assedio la sede della Fiorentina e l'abitazione della famiglia proprietaria della squadra, che fu così costretta a vendere la società.

## L'era dei Cecchi Gori

### La retrocessione del 1992-1993 e la quinta Coppa Italia

Artemio Franchi, presidente della FIGC a cui è dedicato lo stadio di Firenze.

Il 21 giugno 1990 il produttore cinematografico Mario Cecchi Gori acquistò il club. La panchina dei viola, che videro in Massimo Orlando e Diego Fuser i principali nuovi giocatori, fu affidata a Sebastião Lazaroni. Fu una stagione di transizione per il cambio di proprietà e i risultati non furono brillanti, con un inizio di campionato negativo; i gigliati terminarono la serie A al dodicesimo posto, grazie soprattutto alle 8 reti dei due nuovi arrivati, con Luigi Radice che sostituì Lazaroni a fine torneo. In Coppa Italia i viola uscirono agli ottavi di finale, battuti dal Napoli dopo aver superato Venezia e Parma.
Nella stagione seguente, Cecchi Gori cercò di rafforzare la squadra con vari acquisti, tra cui Iomar Mazinho e Gabriel Omar Batistuta; decise poi di riportare sulle maglie viola il classico giglio in versione ridisegnata, più vicina alla tradizione societaria. La Serie A dei viola, artefici di prestazioni discontinue, seguì il percorso dell'anno seguente e li vide classificarsi nuovamente al dodicesimo posto, con 13 reti di Batistuta. Nella coppa nazionale superò il Cesena prima di essere battuta dal Parma agli ottavi. Nel 1991 lo stadio della Fiorentina prese definitivamente il nome di Artemio Franchi.

Gabriel Batistuta, 206 reti in 333 incontri con la Fiorentina dal 1991 al 2000.

Per migliorare i risultati della Fiorentina, Cecchi Gori portò a Firenze giocatori come Stefan Effenberg, Brian Laudrup e Francesco Baiano. A inizio stagione la squadra stazionò nelle zone alte della classifica, registrando larghe vittorie, come il 7-1 all'Ancona, e sconfitte altrettanto pesanti, come il 3-7 subito dal Milan in casa; con la sconfitta interna con l'Atalanta del 3 gennaio 1993, Radice venne esonerato e sostituito da Aldo Agroppi. Dopo questo avvicendamento la squadra ebbe un notevole calo, passando dal sesto agli ultimi posti a poche giornate dalla fine; ad Agroppi subentrarono Luciano Chiarugi e Giancarlo Antognoni. Il 6 giugno, ultima giornata del campionato, la Fiorentina vinse contro il Foggia, tuttavia, a causa dei confronti diretti sfavorevoli e del pareggio fra Roma e Udinese, si classificò al quindicesimo posto e retrocedette in Serie B dopo 55 anni, rendendo inutili i 16 gol di Batistuta. In Coppa Italia la squadra uscì con la Roma agli ottavi, dopo aver battuto il Perugia al primo turno.
Con la nuova stagione la società, che vide Vittorio Cecchi Gori prendere il posto del padre Mario, scomparso il 5 novembre 1993, decise di puntare su alcuni giovani come Francesco Toldo e Anselmo Robbiati, tenendo i migliori giocatori per tornare subito in massima serie, e affidò a Claudio Ranieri la panchina viola. I gigliati condussero il campionato fin dalle prime giornate e, con 5 sconfitte e sole 19 reti subite, terminarono il torneo al primo posto, davanti 5 punti al Bari, ottenendo la promozione in Serie A. Batistuta fu nuovamente il miglior marcatore dei viola con 16 reti. In Coppa Italia il club gigliato batté l'Empoli al primo turno e la Reggiana al secondo, fermandosi contro il Venezia agli ottavi.
Dopo l'anno nella serie cadetta, nel 1994-1995 la Fiorentina ritornò in Serie A, scegliendo di non stravolgere la squadra e acquistando Márcio Santos, Sandro Cois e Rui Costa. Per la prima volta si disputò il Memorial Mario Cecchi Gori, un triangolare che si è giocato fino al 2000. Dopo un buon inizio, contraddistinto dalla concretezza di Batistuta, che segnò consecutivamente nelle prime undici giornate, a partire da gennaio 1995 i viola ebbero un calo nel girone di ritorno, con pesanti sconfitte come l'2-8 subito dalla Lazio, e si allontanarono dalla zona UEFA, chiudendo il campionato al decimo posto, registrando un prolifico attacco, con Gabriel Batistuta che si laureò capocannoniere del campionato con 26 reti, e una difesa poco efficace. In Coppa Italia la Fiorentina passò i primi due turni, contro Udinese e Sampdoria, venendo sconfitta dal Parma.

La squadra viola riceve la Supercoppa italiana 1996

Nella stagione 1995-1996, Cecchi Gori investì nuovamente nel mercato, acquistando numerosi giocatori soprattutto in difesa, puntando a un ritorno nelle coppe europee. La squadra di Ranieri si inserì subito nei piani alti della classifica e a gennaio era in lotta per lo scudetto con Milan e Juventus, ma non avendo una rosa numericamente adatta a competere con le prime, concluse la Serie A al terzo posto, a pari merito con la Lazio. Batistuta fu nuovamente il miglior marcatore stagionale dei viola con 19 reti. In Coppa Italia i gigliati sconfissero l'Ascoli al secondo turno, il Lecce agli ottavi e il Palermo ai quarti, superando in semifinale l'Inter; in finale la Fiorentina incontrò l'Atalanta, battuta il 2 maggio 1996 per 1-0 in casa con rete di Gabriel Batistuta e il 18 maggio per 2-0 a Bergamo con reti di Lorenzo Amoruso e del centravanti argentino. L'undici viola sceso in campo nel secondo incontro era: Toldo, Carnasciali, Padalino, Amoruso, Serena, Schwarz, Orlando, Cois, Rui Costa, Baiano, Batistuta, che si laureò capocannoniere della manifestazione con 8 reti.

Francesco Toldo, 348 gare a difesa della porta viola dal 1993 al 2001.

La stagione 1996-1997 iniziò il 25 agosto 1996 con la vittoria della Supercoppa italiana contro il Milan per 2-1 allo stadio Giuseppe Meazza, decisa dalla doppietta di Gabriel Batistuta, con rete di Dejan Savićević per i rossoneri. La formazione era composta da Toldo, Carnasciali, Firicano, Amoruso, Falcone, Schwarz, Piacentini, Cois, Rui Costa, Oliveira, Batistuta. Tra i volti nuovi della squadra gigliata, oltre a Luis Oliveira e Aldo Firicano, ci fu dal gennaio 1997 Andrej Kančelskis. I viola non riuscirono però a confermare le buone prestazioni dell'anno precedente, con Batistuta che segnò meno reti rispetto al passato, e conclusero il campionato al nono posto, restando fuori dalle competizioni europee. In Coppa Italia la squadra venne battuta agli ottavi dal Bologna, dopo aver superato il Cosenza nel turno precedente. In Coppa delle Coppe i gigliati ebbero un buon cammino, superando il Gloria Bistriţa al primo turno, lo Sparta Praga agli ottavi e il Benfica ai quarti, venendo battuti in semifinale dal Barcellona.

### Lo scudetto mancato del 1998-1999 e il fallimento della società
Per l'annata seguente, Cecchi Gori decise di esonerare Claudio Ranieri, complice la mancata qualificazione per la Coppa UEFA, e affidò la panchina ad Alberto Malesani, lasciando la rosa pressoché inalterata. Fin da inizio campionato, la Fiorentina fu brillante e votata al gioco offensivo, ottenendo alcune vittorie con scarto netto ma subendo viceversa numerosi gol; non riuscì però a competere per il titolo, complici anche alcuni infortuni, e grazie al duo Batistuta-Oliveira, a cui si affiancò dopo il mercato di gennaio Edmundo, la squadra riuscì comunque a qualificarsi alla Coppa UEFA con il quinto posto finale. Nella coppa nazionale i viola vinsero ai sedicesimi con il Castel di Sangro, agli ottavi con il Pescara, venendo eliminati dalla Juventus ai quarti di finale.

Rui Costa, 50 reti in 276 incontri in maglia viola dal 1994 al 2001.

Nella stagione 1998-1999 ci fu un nuovo avvicendamento in panchina, che venne affidata a Giovanni Trapattoni dopo l'esonero di Malesani; la rosa viola venne rinforzata da alcuni calciatori tra cui Moreno Torricelli e Tomáš Řepka. L'inizio di campionato dei viola fu notevole, andando in testa alla classifica dalla quarta giornata, rimanendovi per gran parte del girone di andata; vincendo tutte le partite casalinghe, si laurearono campioni d'inverno davanti a Parma e Lazio. Nel girone di ritorno la squadra ebbe un calo nei risultati, complice l'infortunio muscolare occorso a Batistuta il 7 febbraio 1999 durante Fiorentina-Milan e la partenza di Edmundo per partecipare al Carnevale di Rio de Janeiro, e i viola scivolarono al quarto posto; con il rientro dei due, la Fiorentina terminò la Serie A al terzo posto, a 14 punti dal Milan campione d'Italia, qualificandosi per la Champions League. In Coppa Italia i viola arrivarono fino alla finale, superando il Padova ai sedicesimi, il Lecce agli ottavi, l'Atalanta ai quarti e il Bologna in semifinale, classificandosi al secondo posto dietro al Parma dopo i due pareggi per 1-1 in trasferta il 14 aprile 1999, con reti di Hernán Crespo e Gabriel Batistuta, e per 2-2 a Firenze il 5 maggio, con marcatori Tomáš Řepka e Sandro Cois per i viola e Hernán Crespo e Paolo Vanoli per i gialloblù. In Coppa UEFA, dopo aver battuto l'Hajduk Spalato, i viola incontrarono il Grasshoppers, venendo eliminati anche a causa della sconfitta a tavolino comminata dalla UEFA dopo che alcuni spettatori ferirono un guardalinee nella gara di ritorno giocata a Salerno.
Con la stagione 1999-2000, la società puntò nuovamente a rafforzarsi con nomi illustri come Predrag Mijatović, Enrico Chiesa e Angelo Di Livio. I viola non ebbero una buona partenza in campionato e, complici anche delle prestazioni altalenanti, terminarono la Serie A al settimo posto, qualificandosi per la Coppa UEFA. I gigliati non riuscirono a lottare per il titolo nonostante i 22 gol di Gabriel Batistuta, che, per la mancanza di competitività della squadra e per le divergenze con la proprietà, decise di lasciare la Fiorentina. In Coppa Italia la squadra batté il Perugia agli ottavi, venendo sconfitta dal Venezia ai quarti. Nella Champions League la squadra di Trapattoni superò il turno preliminare battendo il Widzew Łódź, venendo poi inseriti nel girone con Arsenal, Barcellona e AIK, classificandosi al secondo posto dietro agli spagnoli grazie alla vittoria di Londra contro i Gunners; nella seconda fase, la Fiorentina incontrò Manchester United, Valencia e Bordeaux, piazzandosi al terzo posto e uscendo dal torneo.

L'allenatore Roberto Mancini viene portato in trionfo dai tifosi viola dopo la vittoria della Coppa Italia 2000-2001.

Nell'annata 2000-2001, Trapattoni non rinnovò il proprio contratto e venne sostituito da Fatih Terim, mentre al posto di Batistuta venne acquistato Nuno Gomes. L'inizio di campionato fu buono e grazie al gioco offensivo, con le 22 reti di Enrico Chiesa, il club disputò un buon girone d'andata; la decisione di Terim di lasciare la Fiorentina a fine stagione e alcune sconfitte subite portarono però all'esonero del tecnico turco. La panchina venne affidata a Roberto Mancini che non riuscì ad avere continuità nei risultati, con i viola che conclusero il campionato al nono posto. Il cammino gigliato in Coppa Italia fu più positivo, superando la Salernitana agli ottavi e il Brescia ai quarti, battendo il Milan in semifinale; nelle due finali, la squadra viola incontrò il Parma, vincendo in trasferta il 24 maggio 2001 per 1-0 con rete di Paolo Vanoli e pareggiando in casa il 13 giugno per 1-1, con Nuno Gomes che rispose a Savo Milošević. L'undici titolare che giocò i due incontri fu: Toldo, Řepka, Adani, Pierini, Moretti, Rossi, Di Livio, Amaral, Vanoli, Rui Costa ed Chiesa. In Coppa UEFA, la Fiorentina viene eliminata al primo turno dal Wacker Innsbruck. Il 27 giugno 2001, il tribunale di Firenze aprì un'istanza fallimentare nei confronti della società, ipotizzando uno stato di insolvenza relativo a 70 miliardi di lire relativi alla vendita di Batistuta e sottratti alla disponibilità del club per girarli alla Fin.Ma.Vi, la finanziaria della famiglia Cecchi Gori, soffermandosi inoltre sui 318 miliardi di debiti a carico della società. Per garantire la partecipazione al campionato successivo, vennero ceduti Francesco Toldo e Manuel Rui Costa; il 9 luglio Vittorio Cecchi Gori, aprendo a un'eventuale vendita della società, lasciò la presidenza.
La stagione 2001-2002 iniziò il 19 agosto, quando i viola vennero sconfitti 0-3 dalla Roma nella finale di Supercoppa italiana 2001 con reti di Candela, Montella e Totti. La rosa viola venne modificata notevolmente, anche per cercare di abbattere il monte ingaggi; la Fiorentina iniziò con difficoltà il campionato, complice anche numerosi infortuni tra cui quello subito da Chiesa alla quinta giornata, avendo poi un calo che la condusse in zona retrocessione; Mancini si dimise e venne sostituito da Ottavio Bianchi prima, da Luciano Chiarugi poi. I gigliati continuarono a stazionare al penultimo posto in classifica fino alla fine del torneo, retrocedendo dunque in Serie B, con 29 reti fatte e 63 subite. In Coppa Italia i viola vennero eliminati al secondo turno dal Como, mentre in Coppa UEFA, dopo aver superato Dnipro e Wacker Innsbruck, furono sconfitti dal LOSC Lille.

Vittorio e Mario Cecchi Gori, presidenti della Fiorentina negli anni 1990.

Le difficoltà in campionato furono dovute anche ai notevoli problemi economici in cui versava la società; dopo che Cecchi Gori aveva firmato cambiali per garantire la presenza del club nel campionato 2001-2002, il 14 novembre 2001 i calciatori viola misero in mora la società, ritirando poi la denuncia grazie alla vendita dei diritti su alcuni film della Cecchi Gori Group per 40 miliardi, che consentirono al club di pagare parte degli stipendi arretrati. Il 29 gennaio Marco Rossi e Nuno Gomes misero nuovamente in mora la società, rea di non aver pagato premi arretrati pari a 50 milioni di lire, seguiti il 7 febbraio da altri sette giocatori. Il 31 gennaio l'assemblea dei soci aumentò il capitale sociale da 24 a 50 miliardi, mentre il 12 febbraio divenne presidente della Fiorentina Ugo Poggi, carica ceduta il 5 aprile a Ottavio Bianchi; il 18 aprile, giorno del rinvio a giudizio di Cecchi Gori per falso in bilancio e appropriazione indebita, 35 000 tifosi viola scesero in piazza auspicando la vendita della Fiorentina da parte del produttore. Il 30 aprile, la Co.vi.so.c. bocciò i conti della società, mentre il 14 maggio il consiglio d'amministrazione presentò un piano di risanamento, giudicato però non idoneo dal tribunale, che nominò Enrico Fazzini amministratore giudiziario. L'assemblea dei soci del 12 luglio mise all'asta la maggioranza della società; il 29 luglio la Co.vi.so.c. non approvò l'iscrizione in Serie B della Fiorentina, che aveva tempo fino al 29 per recuperare 22 milioni di euro, relativi al saldo di due cambiali e al versamento dei sette decimi dell'aumento del capitale sociale. Nonostante i tentativi di Franco Tatò e Piero Barucci di acquisire la quota maggioritaria del club, sia la prima convocazione dell'asta del 25 luglio, sia la seconda del 30 luglio, andarono deserte; così il 1º agosto, non avendo alcuna disponibilità economica ed essendo pesantemente gravata dai debiti, la Fiorentina non si iscrisse alla seconda serie e tutti i calciatori tornarono in possesso del loro cartellino. Il 27 settembre la Fiorentina venne dichiarata fallita e Vittorio Cecchi Gori fu indagato per bancarotta fraudolenta.

## L'era dei Della Valle

### Dalla risalita in Serie A a Calciopoli

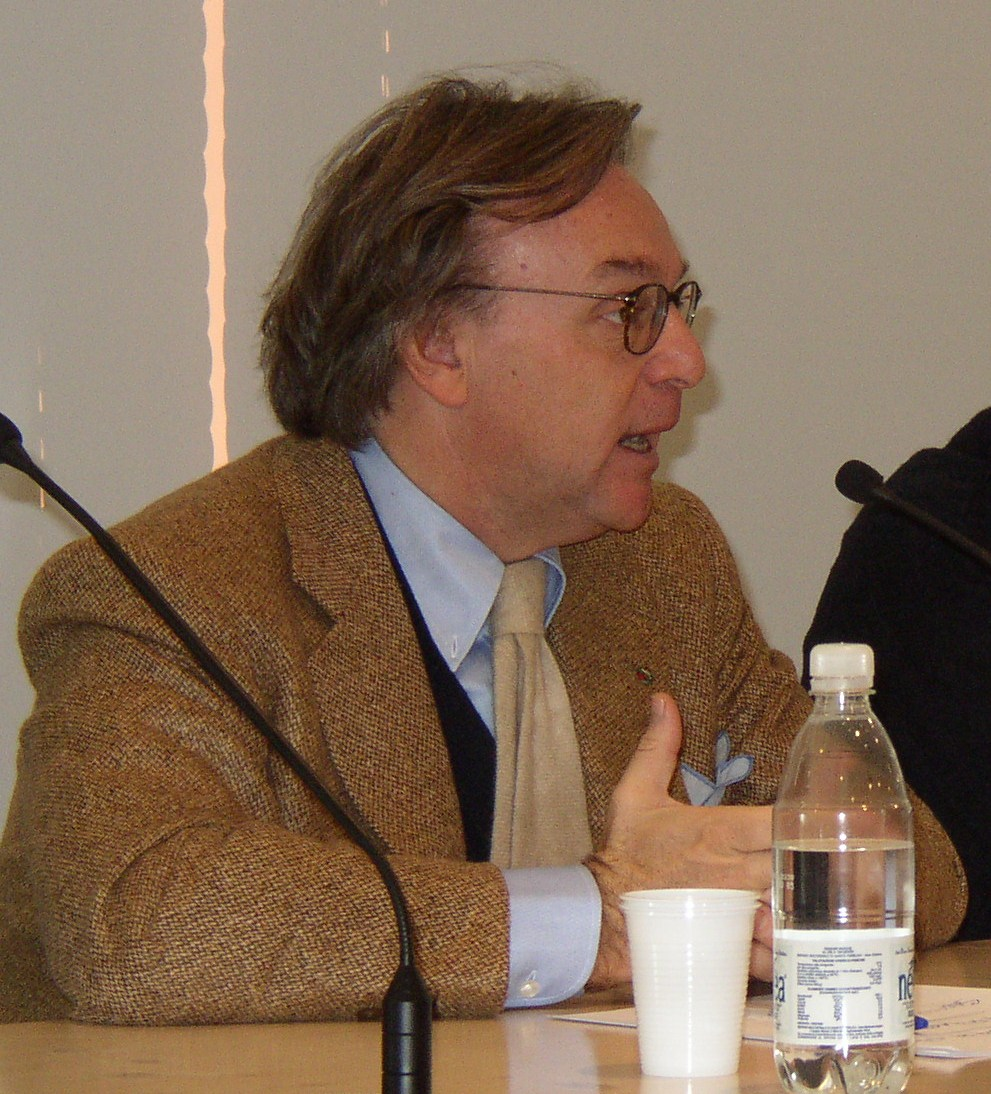
Diego Della Valle, proprietario della Fiorentina dal 2002 al 2019.

Il 1º agosto 2002, subito dopo la mancata iscrizione in Serie B, il sindaco di Firenze Leonardo Domenici fondò la Fiorentina 1926 Florentia, rilevata il 3 agosto da Diego e Andrea Della Valle che denominarono la nuova società Florentia Viola; la carica di presidente del nuovo club, che venne iscritto al campionato di Serie C2, venne affidata a Gino Salica. Per la nuova stagione, Angelo Di Livio fu il solo calciatore della precedente società a rimanere nella rosa, che venne allenata da Pietro Vierchowod; l'esordio della squadra avvenne il 21 agosto 2002 nell'incontro di Coppa Italia Serie C, terminato 0-1 a favore del Pisa, con il torneo concluso nella fase a gironi. L'avvio di campionato non fu ottimo e dopo nove giornate la squadra si trovò settima in classifica; Alberto Cavasin prese il posto dell'esonerato Vierchowod, ottenendo 8 vittorie di fila e raggiungendo la prima posizione, riuscendo così a staccare il Rimini il 23 febbraio 2003. Grazie a una solida difesa e ai 56 gol fatti, 30 ad opera di Christian Riganò, i gigliati ottennero la certezza matematica del primo posto nel girone e quindi la promozione in Serie C1 il 27 aprile con la vittoria per 3-0 sul Savona. Il 15 maggio, i Della Valle acquistarono per 2,5 milioni di euro il marchio e i colori della vecchia A.C. Fiorentina, così il 19 maggio la Florentia Viola divenne "ACF Fiorentina".

La Florentia Viola della stagione 2002-2003, che proseguì la tradizione del calcio fiorentino.

In seguito al caso Catania, il 20 agosto la FIGC promosse d'ufficio in Serie B la Fiorentina per meriti sportivi e per bacino d'utenza; nonostante questa promozione, la rosa viola per la stagione 2003-2004 non cambiò molto. La squadra conquistò pochi punti nelle prime partite, così la proprietà intervenne sul mercato di gennaio, i risultati però non cambiarono, così Emiliano Mondonico fu chiamato a sostituire l'esonerato Cavasin. Dalla vittoria sulla capolista Palermo, il club gigliato conseguì cinque vittorie in fila, tornando in corsa per la promozione in Serie A grazie anche ai 23 gol di Riganò; la squadra si piazzò al sesto posto in campionato, che le consentì di disputare uno spareggio interdivisionale con il Perugia quart'ultimo nella massima serie. Vincendo in trasferta per 1-0 il 16 giugno 2004 e pareggiando 1-1 in casa il 20 giugno, con Enrico Fantini marcatore in entrambi gli incontri, i viola conquistarono l'ammissione in massima serie. In Coppa Italia Serie C, il club viola si classificò al terzo posto nella fase a gironi, uscendo così dal torneo.
Per il ritorno in Serie A, nella stagione 2004-2005 la proprietà acquistò, tra gli altri, Martin Jørgensen e Tomáš Ujfaluši; il 18 dicembre 2004 Andrea Della Valle assunse la carica di presidente della società. Mondonico rimase alla guida dei viola fino alla settima giornata con prestazioni non positive, venendo poi esonerato e sostituito prima da Sergio Buso, poi da Dino Zoff; i viola nonostante le difficoltà concorsero comunque per un posto in Coppa UEFA, prima che alcuni risultati negativi come lo 0-6 subito dal Milan compromettessero la classifica. La squadra riuscì a centrare la salvezza solo all'ultima giornata, classificandosi al sedicesimo posto in campionato per la classifica avulsa, grazie alla vittoria sul Brescia e ai pareggi di Bologna e Parma. In Coppa Italia i gigliati superarono il primo girone davanti al Piacenza, battendo poi Brescia e Parma, venendo eliminati ai quarti dalla Roma ai calci di rigore.

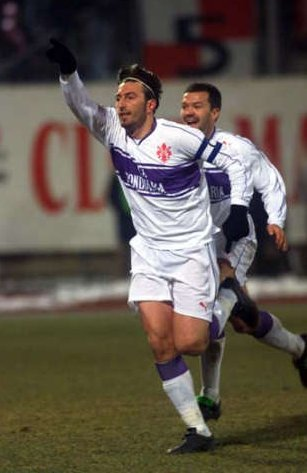
Christian Riganò, 100 partite e 62 gol con la maglia viola.

Nel tentativo di rafforzarsi, nel 2005-2006 la società nominò Pantaleo Corvino direttore sportivo e affidò a Cesare Prandelli la panchina viola, inserendo in rosa numerosi calciatori tra cui Luca Toni, Sébastien Frey, Alessandro Gamberini, Riccardo Montolivo e Manuel Pasqual. Nella prima parte di stagione, i viola stazionarono nelle prime posizioni di classifica, lottando per un posto nelle coppe europee. Toni segnò 31 gol, conquistò il titolo di capocannoniere e vinse anche la Scarpa d'oro 2006, primo giocatore italiano ad avvalersi di tale premio. Il club gigliato concluse il campionato al quarto posto, dietro a Juventus, Milan e Inter. In Coppa Italia la squadra superò Lodigiani, Rimini e Cesena, venendo battuta agli ottavi dalla Juventus. A fine stagione, la Fiorentina venne giudicata colpevole di illecito sportivo nell'inchiesta di Calciopoli, in quanto i suoi vertici societari si sarebbero mossi per ottenere la salvezza dei viola ai danni del Bologna nel precedente torneo. Il club venne condannato a una penalizzazione di 30 punti nel campionato 2005-2006, estromettendola così dalle coppe europee, e di 15 punti per la Serie A 2006-2007, condannando Diego e Andrea Della Valle ad alcuni mesi di inibizione.

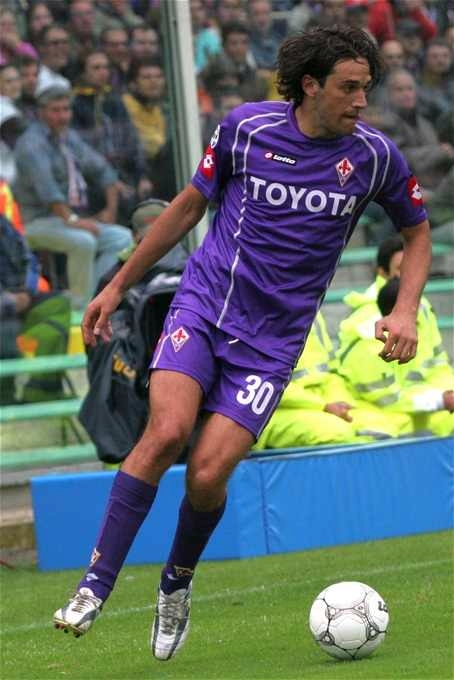
Luca Toni, 57 reti in 99 partite in maglia viola.

Per la stagione 2006-2007, per attenuare l'impatto della sentenza di Calciopoli, il club intervenne sul mercato, acquistando tra gli altri Adrian Mutu. Dopo una partenza stentata, i viola si ripresero, riuscendo a colmare il divario della penalizzazione, e arrivarono a metà classifica prima della sosta natalizia. Nel girone di ritorno, i gigliati continuarono la loro marcia e, grazie ad una solida difesa e ad un attacco prolifico, con i 32 gol della coppia Toni-Mutu, conquistarono il sesto posto in Serie A, ottenendo così la qualificazione alla Coppa UEFA. Nella coppa nazionale, la Fiorentina batté al primo turno il Giarre, venendo poi sconfitta dal Genoa.

### Il ritorno in Europa e la fine dell'era Prandelli
Il contributo alla qualificazione europea rappresentò il passo d'addio per Toni, che nell'estate 2007 si trasferì al Bayern Monaco. A livello tattico, il suo posto venne preso da un altro «ariete» italiano: Christian Vieri. Il ritorno nelle coppe continentali si consumò il 20 settembre, quando in Olanda la formazione di Prandelli pareggiò 1-1 contro il Groningen: nel ritorno - preceduto da violenti scontri tra le tifoserie - i viola replicarono il risultato per poi qualificarsi ai rigori. Il sorteggio della fase a gironi inserì i toscani in un gruppo da non sottovalutare, ma la squadra ben si comportò: terminando il raggruppamento al secondo posto, accedette alla fase seguente. Intanto, il girone di andata del campionato vide i viola concorrere con la Juventus per il terzo posto: al giro di boa, i bianconeri distanziavano di appena 3 punti la rivale gigliata. I sedicesimi di finale della coppa abbinarono la Fiorentina al Rosenborg, sconfitto con il risultato complessivo di 3-1; il 2 marzo 2008, inoltre, la vittoria nello scontro diretto con i torinesi permise di portarsi a −1 da questi ultimi. Subito dopo, in Europa, l'undici di Prandelli eliminò l'Everton e il PSV, entrando in semifinale. Il cammino fu arrestato dal Rangers Glasgow, che batté i viola ai rigori. La stagione si chiuse comunque in modo positivo, poiché il quarto posto in Serie A - ottenuto ai danni del Milan - garantì la presenza in Champions League.

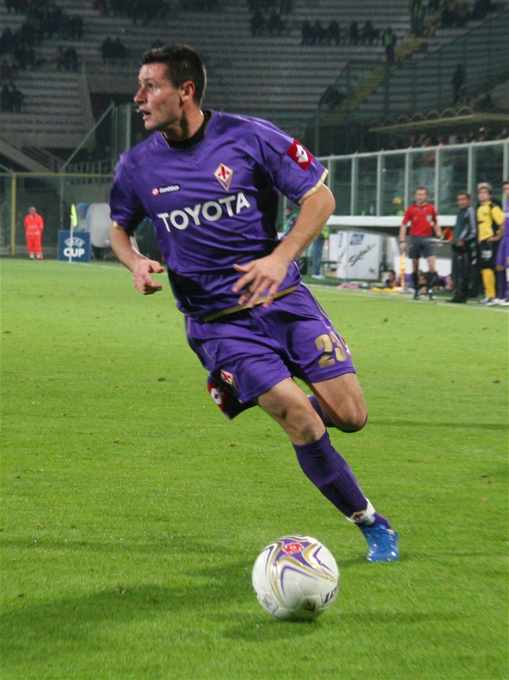
Manuel Pasqual, in viola dal 2005 al 2016.

Dalla stessa società rossonera fu prelevato Alberto Gilardino, principale rinforzo della stagione 2008-09. Un altro innesto importante fu quello del montenegrino Stevan Jovetić, appena maggiorenne al momento dell'acquisto. Nei preliminari di Champions, la Fiorentina eliminò lo Slavia Praga: in campionato, tuttavia, apparve meno competitiva rispetto all'anno precedente. Il terzo posto nel girone europeo comportò il ripescaggio in Coppa UEFA, dove l'Ajax eliminò i viola già nei sedicesimi. L'obiettivo di conquistare una seconda qualificazione consecutiva alla Champions tuttavia riuscì, con la Fiorentina che terminò il campionato al quarto posto: appaiata al Genoa, la compagine toscana fu favorita dall'esito dei confronti diretti.
Nella stagione 2009-2010 non ci furono notevoli movimenti di mercato, con Andrea Della Valle che si dimise dalla carica di presidente il 24 settembre 2009. Il cammino in campionato non fu esaltante, mancando di continuità nei risultati, complice anche la squalifica per doping comminata a Mutu. Nel girone di ritorno la squadra perse concentrazione e si susseguirono vari risultati negativi; il torneo si concluse così all'undicesimo posto. In Coppa Italia, i viola batterono il Chievo agli ottavi e la Lazio ai quarti, poi persero in semifinale dall'Inter. In Champions League, dopo aver superato il preliminare con lo Sporting Lisbona, il club gigliato vinse il proprio girone davanti a Olympique Lione, Liverpool e Debrecen, vincendo cinque gare su sei; agli ottavi di finale, i viola incontrarono il Bayern Monaco, venendo eliminati tra le polemiche. Al termine della stagione, Prandelli lasciò la Fiorentina, assumendo il ruolo di commissario tecnico dell'Italia.

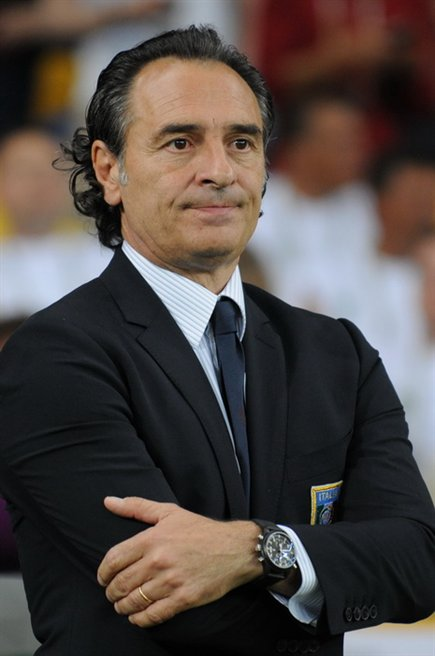
Cesare Prandelli, allenatore della Fiorentina dal 2005 al 2010.

Il nuovo allenatore viola per la stagione 2010-2011 fu Siniša Mihajlović; l'inizio di stagione, che non portò grandi cambiamenti nella rosa, fu caratterizzato dagli infortuni a Jovetić e a Frey. Le prime partite giocate non furono positive, classificandosi alla fine del girone d'andata al dodicesimo posto; la seconda parte del campionato fu migliore da un punto di vista del gioco e dei risultati, con i viola che terminarono al nono posto in classifica. In Coppa Italia, la Fiorentina batté Empoli e Reggina, prima di cedere agli ottavi con il Parma.
L'11 giugno 2011 viene eletto presidente Mario Cognigni; a sancire la fine del ciclo degli anni precedenti, furono molti i calciatori che lasciarono la squadra, che nonostante un buon inizio, subì molti risultati negativi. All'undicesima giornata Mihajlović venne esonerato e sostituito da Delio Rossi, ma i risultati continuarono a deludere, culminando con la sconfitta per 5-0 in casa con la Juventus; dopo questo risultato, la società decise di non rinnovare il contratto a Corvino. In lotta per non retrocedere, i viola riuscirono a vincere in trasferta con Milan e Roma, risollevandosi in classifica; il 2 maggio 2012, complice uno scontro fisico con Adem Ljajić, Rossi venne esonerato e sostituito da Vincenzo Guerini, che condusse il club alla salvezza con il tredicesimo posto in campionato, grazie anche alle 14 reti di Jovetić. In Coppa Italia, dopo aver superato Cittadella e Empoli, la squadra venne eliminata dalla Roma agli ottavi.

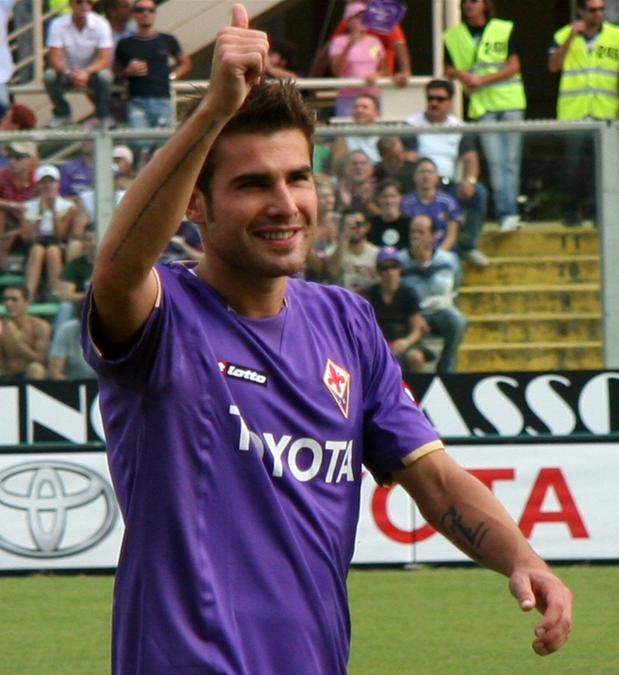
Adrian Mutu, quinto marcatore della storia della Fiorentina con 69 reti.

Dopo la difficile stagione precedente, per l'annata 2012-2013 la società venne interamente rinnovata: i nuovi dirigenti Daniele Pradè ed Eduardo Macía affidarono a Vincenzo Montella la panchina viola, acquistando molti giocatori tra cui Borja Valero, Alberto Aquilani, Juan Cuadrado e David Pizarro. La squadra ebbe un buon inizio di campionato, stazionando fin dall'inizio nelle prime posizioni della classifica; nonostante un periodo di flessione a gennaio, grazie soprattutto a una buona capacità offensiva, il club lottò con il Milan fino all'ultima giornata per l'ammissione alla Champions League, sfumata per due punti con il quarto posto finale, qualificandosi per l'Europa League. In Coppa Italia i viola superarono Novara, Juve Stabia e Udinese, venendo eliminati dalla Roma ai quarti di finale. Nella stagione 2013-2014 la Fiorentina ottenne nuovamente il quarto posto finale, grazie anche alle reti di Giuseppe Rossi; ritorna in finale di Coppa Italia dopo tredici anni, mentre il cammino in Europa League s'interrompe agli ottavi di finale per mano della Juventus.. Il 14 aprile 2014 la Fiorentina festeggio le 1000 vittorie nella massima serie. Anche il campionato 2014-2015 vide i Viola terminare al quarto posto mentre nell'Europa League, dopo aver eliminato fra le altre Tottenham, Roma e Dinamo Kiev, raggiunsero le semifinali, dove furono estromessi dai detentori del Siviglia.

## L'era Commisso
Il 6 giugno 2019 si chiude dopo 17 anni l'era dei fratelli Diego e Andrea Della Valle, con la società viola che passa in mano all'imprenditore italo-statunitense Rocco Commisso. Dopo due anni a rischio retrocessione, gli investimenti di Commisso danno i propri frutti: la Fiorentina disputerà un 2021-2022 sopra ogni aspettativa, terminando al settimo posto e qualificandosi alla Conference League e a una competizione UEFA dopo 5 anni.
Dal 2019 al 2021 si alternarono sulla panchina viola Vincenzo Montella, Cesare Prandelli e Giuseppe Iachini, ma il biennio fu caratterizzato da piazzamenti deludenti in campionato. Sotto la guida di Vincenzo Italiano, nel 2021-2022 la squadra raggiunge il settimo posto, tornando così nelle coppe europee con la qualificazione alla Conference League. Nella seconda edizione della nuova competizione, la Fiorentina supera il Twente ai preliminari e un girone con İstanbul Başakşehir, Hearts e RFS Riga chiuso al secondo posto. Nella fase a eliminazione diretta poi elimina lo Sporting Braga, il Sivasspor, il Lech Poznan e il Basilea in semifinale. Approdata in finale (prima volta in una finale confederale dal 1990) la Fiorentina viene però sconfitta dal West Ham Utd per 2-1. Sempre nella stagione 2022-2023 raggiunge la finale di Coppa Italia, ma viene sconfitta per 2-1 dall'Inter.
La stagione seguente si conclude in maniera deludente in campionato con l'ottavo posto (che vale però una nuova qualificazione alla Conference League) e con le semifinali di Coppa Italia. L'avventura in Conference League 2023-2024 ripete il copione dell'anno precedente. La Fiorentina, infatti, dopo aver superato nell'eliminazione diretta il Maccabi Haifa, il Viktoria Plzen e il Club Bruges, giunge all'atto conclusivo della manifestazione dove però viene nuovamente sconfitta, questa volta per 1-0 dopo i tempi supplementari contro l'Olympiakos.